# Liste von Amateurfunkgeräten
Die Liste von Amateurfunkgeräten führt kommerziell gefertigte Funkgeräte (inklusive kommerziell vertriebener Bausatzgeräte) auf, die im Amateurfunkdienst eingesetzt werden und welche in ihrer Bauweise speziell dessen Anforderungen angepasst wurden. Die Liste hat keinen Anspruch auf Vollständigkeit.

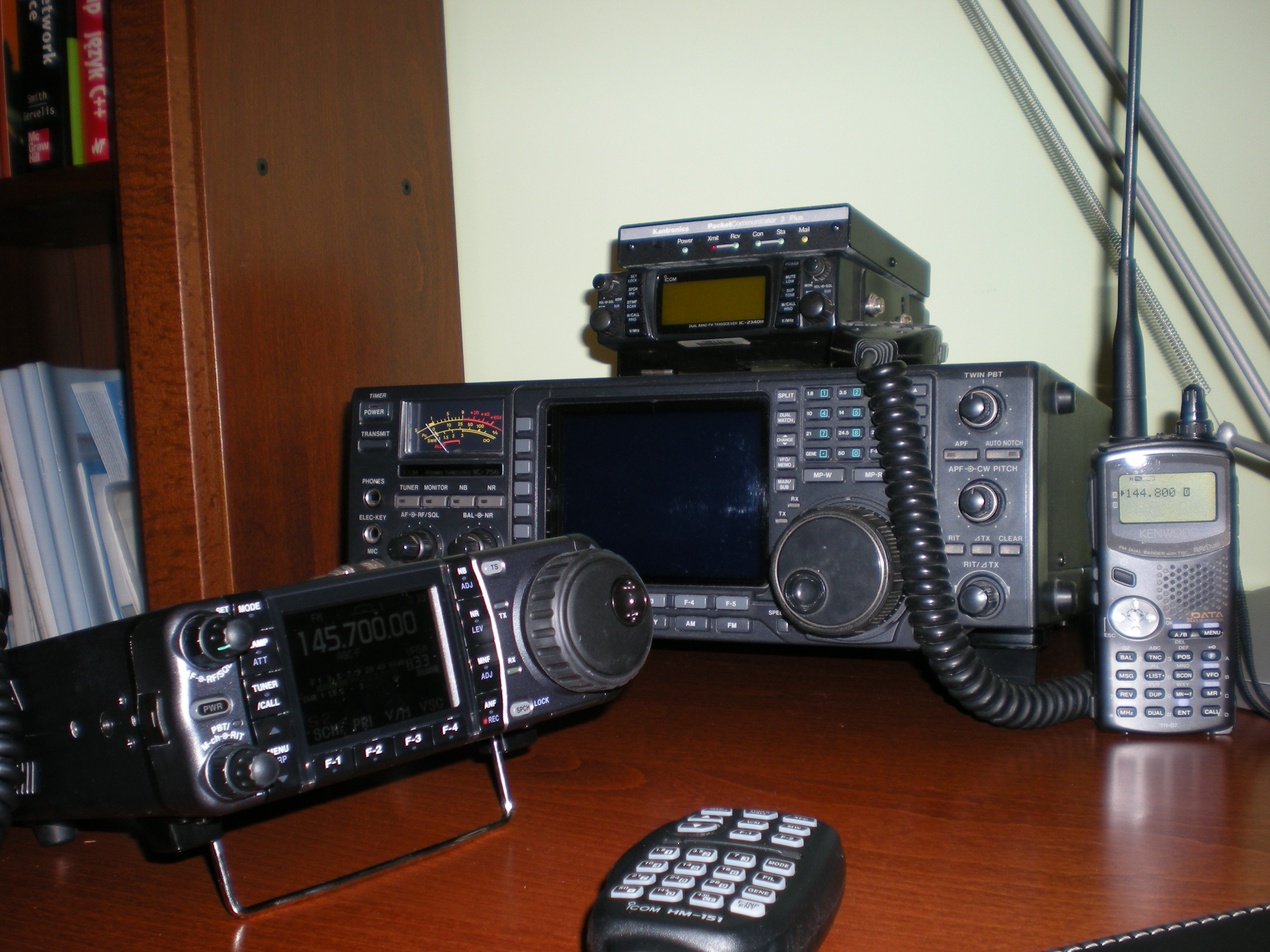
Verschiedene kommerziell gefertigte Amateurfunk-Geräte im Shack eines Funkamateurs

## Alinco

### DX-SR8E

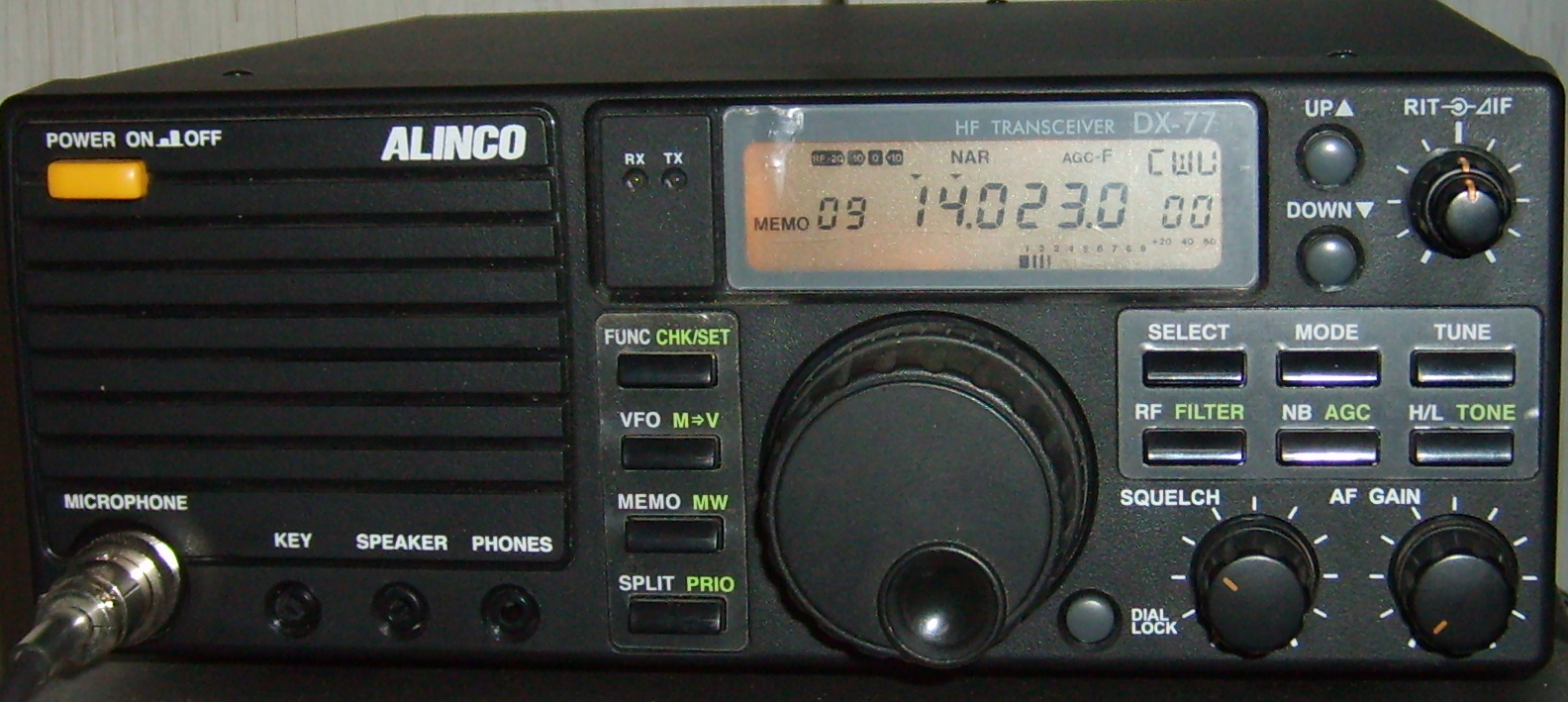
Alinco DX-77E

Dieses Gerät ist ein relativ einfach gehaltener reiner Kurzwellen-Transceiver (Bänder 160 m bis 10 m) mit einer Ausgangsleistung von maximal 100 Watt. Das Bedienteil mit integriertem Lautsprecher kann abgesetzt betrieben werden.

### DJ-S41

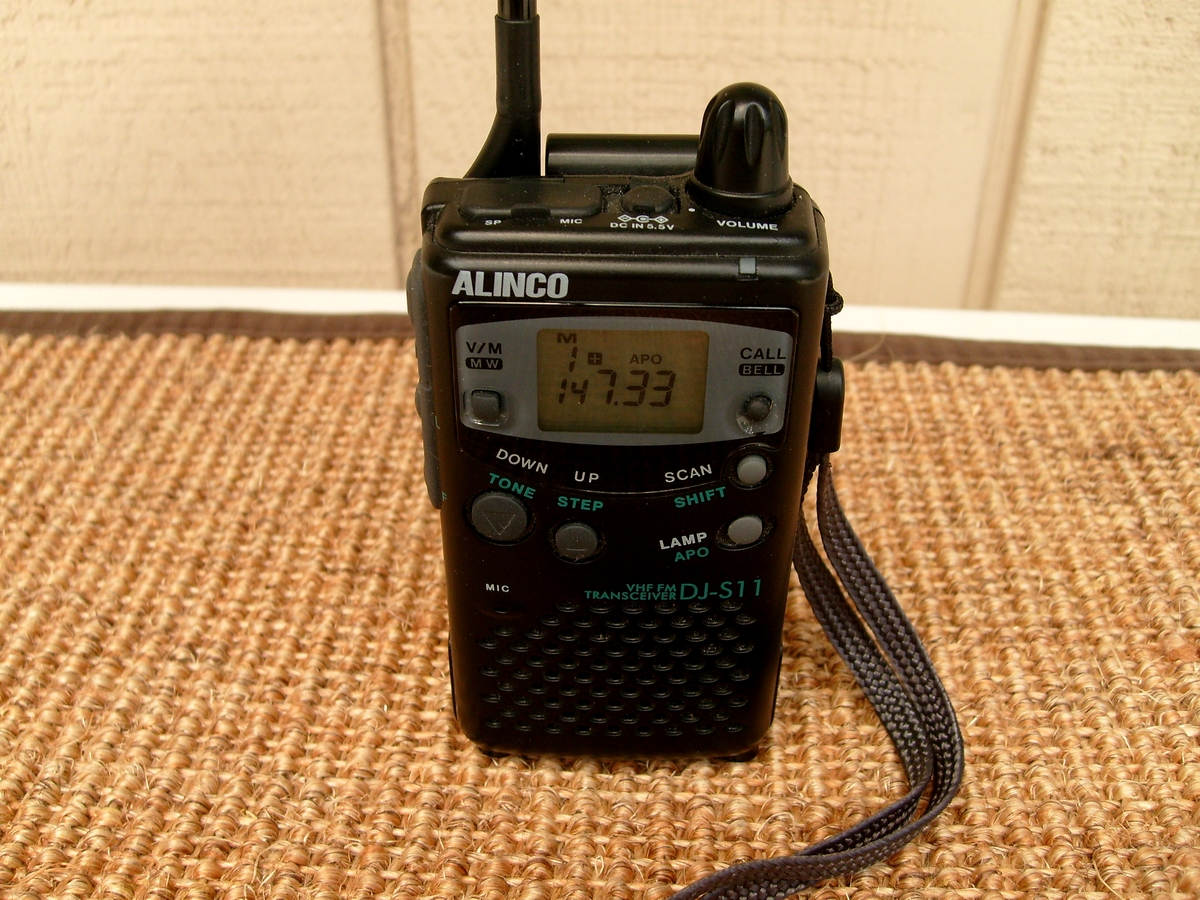
Alinco DJ-S11 (2 m), Gehäuse baugleich zum hier beschriebenen DJ-S41 (70 cm)

Hierbei handelt es sich um die 70-cm-Amateurfunk-Variante eines LPD-Funkgerätes. CTCSS-Geber und -Empfänger sind serienmäßig, ein 1750-Hz-Rufton fehlt. Die Antenne ist klappbar ausgeführt und – da das Gerät auch als LPD-Gerät produziert wird – auch untrennbar mit dem Gerät verbunden. Durch Umlöten von SMD-Widerständen konnte die LPD-Variante zur Amateurfunkvariante umgebaut werden. Die Stromversorgung erfolgte über drei Mignonbatterien (4,5 V) oder Akkus (3,6 V), bei externer Spannungsversorgung durften 5,5 V nicht überschritten werden. Die Ausgangsleistung lag im Bereich von 350 mW.

### DJ-C1, DJ-C4 und DJ-C5
Diese Geräteserie hatte etwa die Fläche einer Kreditkarte und eine Dicke von nur 11 mm. Das Gewicht lag jeweils unter 90 g. Die Stromversorgung erfolgte jeweils über fest eingebaute Lithium-Ionen-Akkus, die eine Sendeleistung von etwa 300 mW erlaubten. Das DJ-C1 arbeitete im 2-m-Amateurfunkband, das DJ-C4 im 70-cm-Amateurfunkband. Diese beiden Geräte hatten keinen Lautsprecher eingebaut, so dass die Tonwiedergabe über einen Ohrhörer erfolgen musste. Die Antenne war fest eingebaut. Das DJ-C5 arbeitete auf 2 m und 70 cm und verfügte im Gegensatz zu den Monobandgeräten über einen eingebauten Lautsprecher sowie über eine Antennenbuchse.

### DJ-G190E / DJ-G191E
Die Gehäuse sowie Akkus dieser beiden Geräte entsprechen denen des DJ-G5, die Geräte arbeiten aber nur auf dem 2-m-Band. Bei beiden Geräten sind CTCSS-Geber sowie -Empfänger serienmäßig, das DJ-G191E verfügt außerdem über eine DTMF-Tastatur. Die Übertragung von Einstellungen („Cloning“) funktioniert nur jeweils zwischen Geräten gleicher Bauart, allerdings nicht über eine Funkschnittstelle, sondern über ein Kabel, das die beiden 3,5-mm-Lautsprecherbuchsen miteinander verbindet. Die Sender-Ausgangsleistungen sind mit dem DJ-G5 vergleichbar. Auch diese Geräte laden beim Anschluss an eine externe Spannungsquelle einen angeschlossenen Akku.

### DJ-G7
Dieses Gerät ist sendemäßig für das 2-m-, 70-cm- und 23-cm-Amateurfunkband geeignet. Im 23-cm-Band beträgt die Sendeleistung 1 W, auf den anderen beiden Bändern 5 W. Empfang ist zusätzlich im MW- und UKW-Radio-Bereich sowie einigen Fernsehbereichen möglich.

## Amp Supply Co.

### LK500-ZB

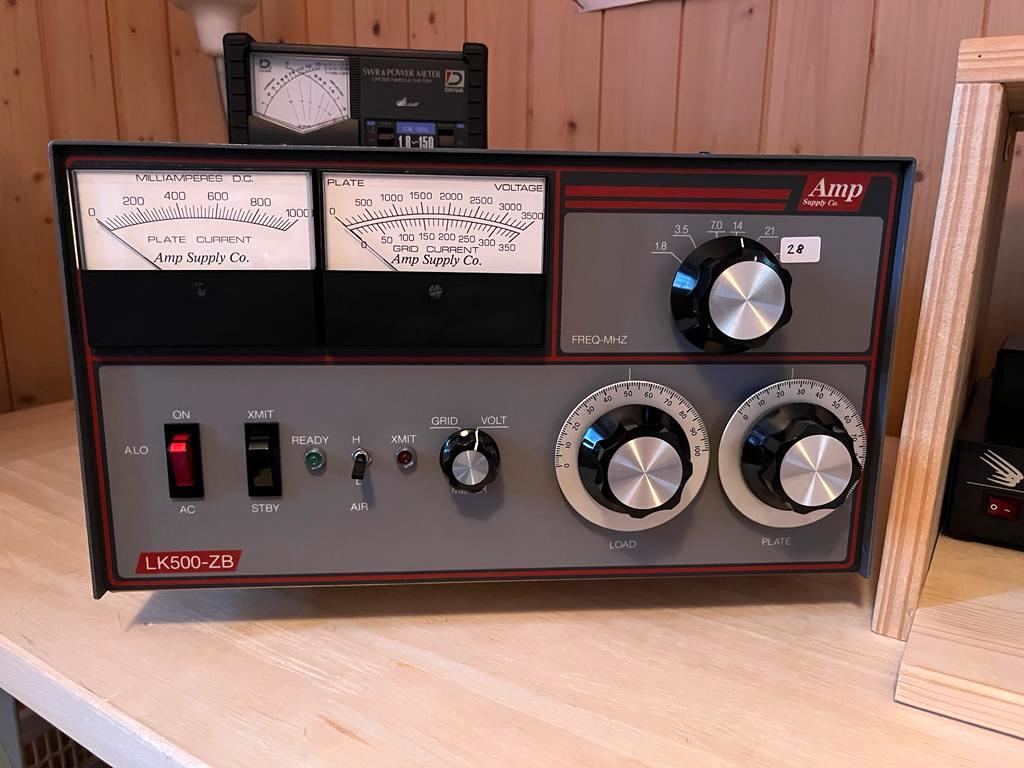
Power Amplifier LK500-ZB

Der LK500-ZB ist ein 1500-Watt-Verstärker der Firma Amp Supply Co. für die Amateur-Frequenzbänder von 15 bis 160 Meter Wellenlänge. Eingesetzt sind zwei EIMAC-3-500Z-Radioröhren.

## AnyTone
AnyTone ist die Marke des chinesischen HF-Technik-Herstellers Qixiang Electron Science & Technology Co. Ltd. Für den Einsatz im Amateurfunk produziert die Firma eine Reihe von VHF/UHF-Portabel- und Mobilgeräte. Das Portabelgerät Anytone D878UV II PLUS und das Mobilgerät Anytone AT-D578UVIII Pro sowie ihre diversen Vorgängermodelle der Typen 878, 868 und 578 sind bei Funkamateuren beliebte DMR-Geräte.

## Baofeng

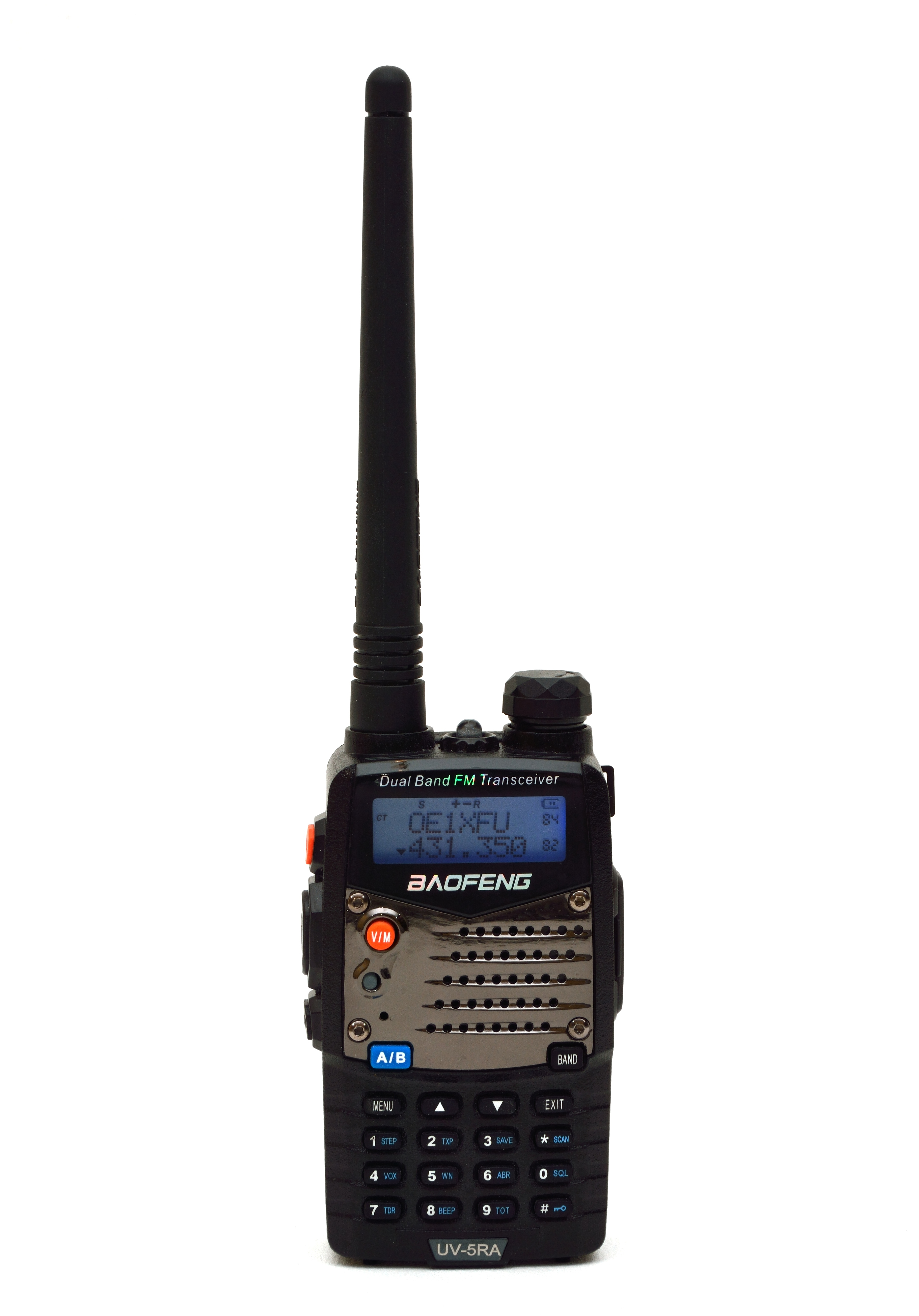
Baofeng UV-5RA

Die Baofeng Electronic Co., Ltd ist ein chinesischer Hersteller für Funkgeräte.

### Baofeng UV-5R
Das kompakte Handfunkgerät ist das erste weltweit erfolgreich vertriebene Dualband-Funkgerät (VHF/UHF) eines chinesischen Herstellers. Wegen seiner relativ geringen Anschaffungskosten und simplen Menüführung wird es weltweit bei Funkamateuren und weiteren Nutzergruppen eingesetzt. Der Vertrieb in Deutschland wurde inzwischen durch die Bundesnetzagentur wegen mangelhafter Oberwellenunterdrückung untersagt.

### Baofeng GT-3TP Mark III
Das Baofeng GT-3TP Mark III ist ein kompaktes Handfunkgerät für VHF/UHF (2-m- und 70-cm-Band) mit nominell 8 Watt Sendeleistung sowie DTMF und CTCSS-Tönen. Außerdem ist ein FM-Tuner integriert.

## Drake

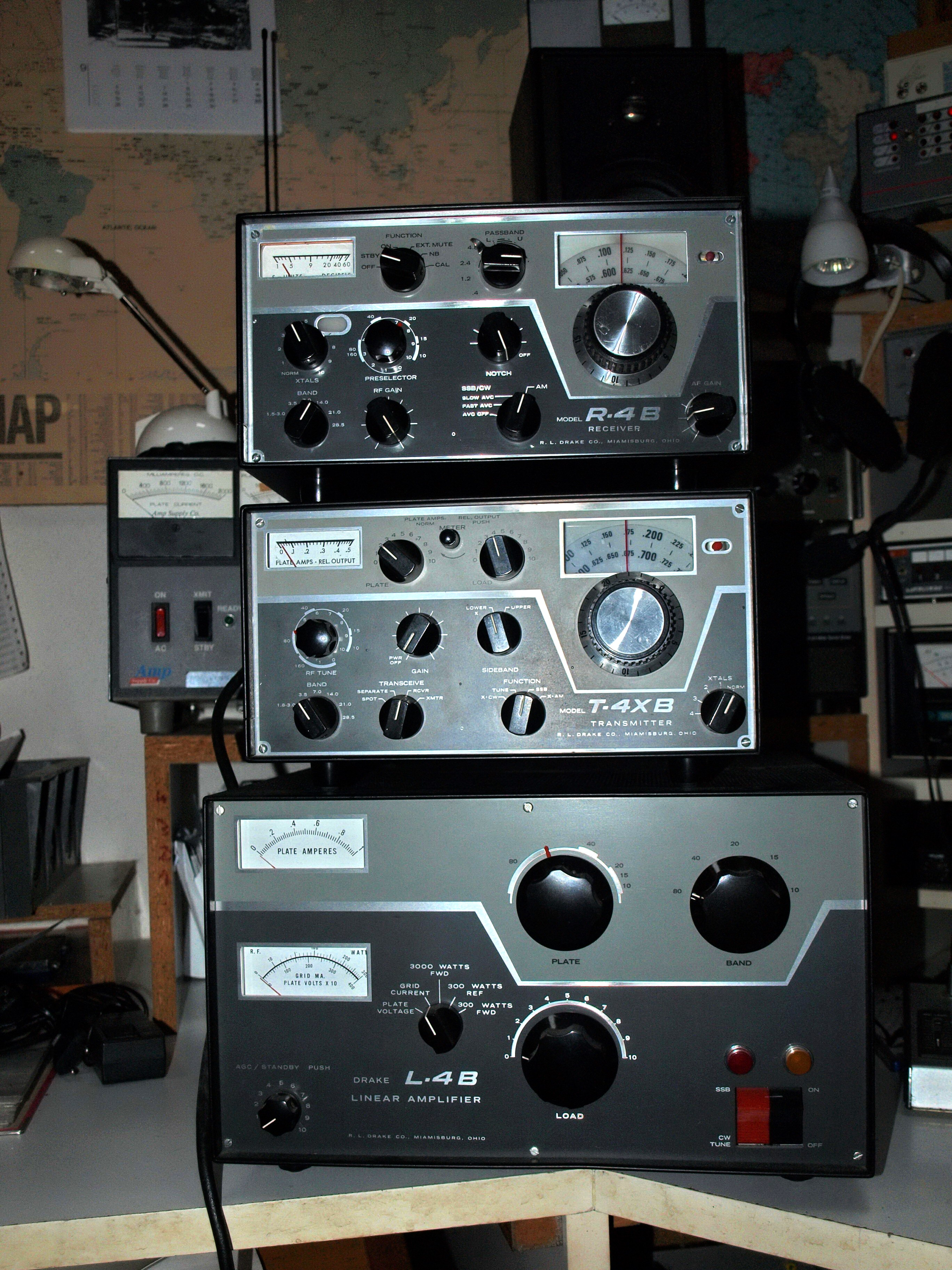
Eine Funkamateur-Sende-Empfangsanlage mit einer 1-kW-Röhren-Endstufe der Firma Drake

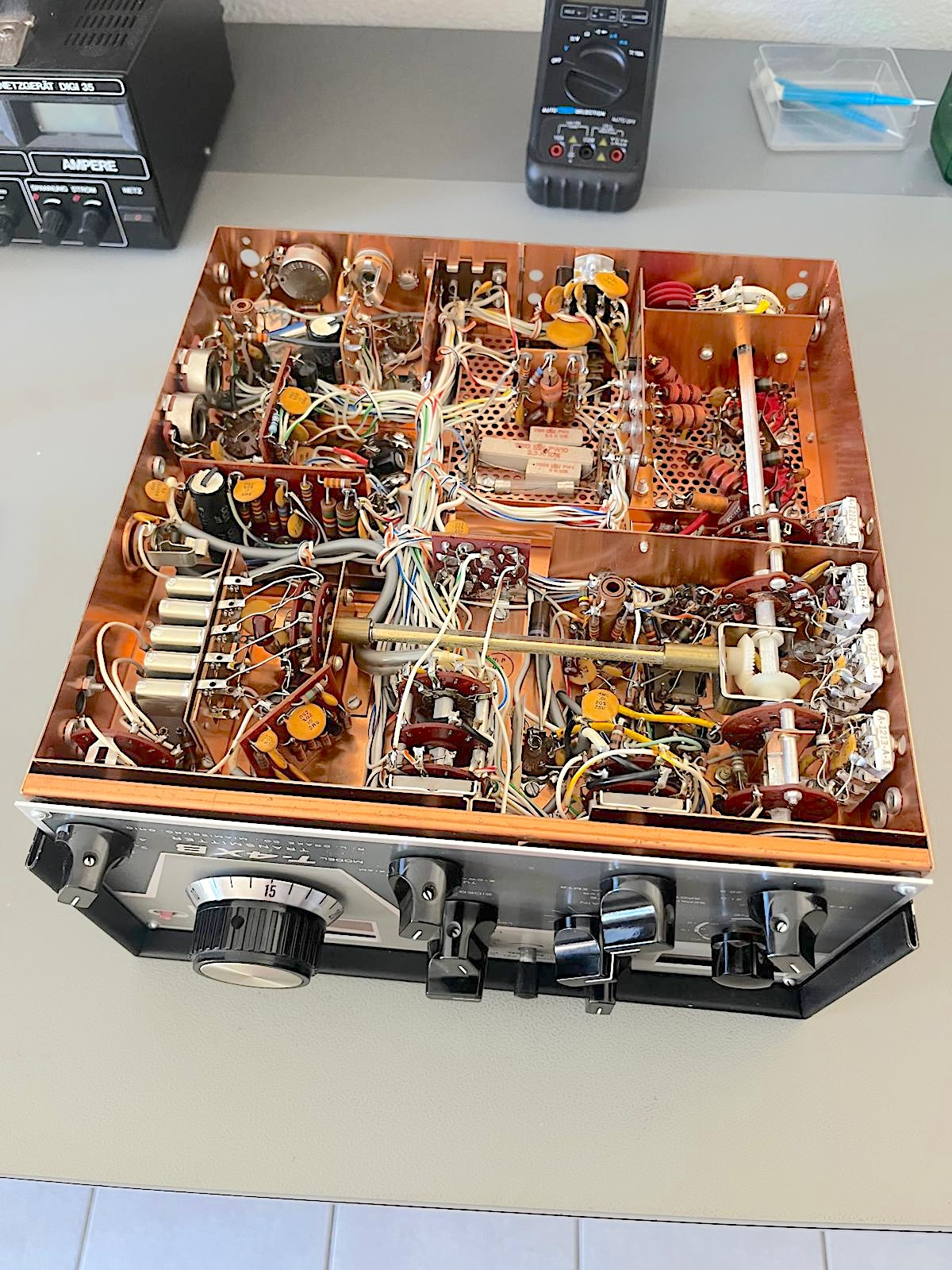
Drake T-4XB Sender

Die US-amerikanische Firma Drake aus Ohio stellte eine Reihe von Amateurfunkgeräten her.

### R-4
R-4 ist ein Amateur-Kurzwellenempfänger. Es handelt sich um einen Doppelsuper. Standardmäßig empfängt er Bereiche in einer Breite von 500kHz mit den Grundfrequenzen 3,5, 7, 14, 21 und 28,5 MHz. Durch 10 Steckplätze für Schwingquarze können 10 weitere Bereiche in einer Breite von jeweils 500 kHz empfangen werden. Kontinuierliche Produktverbesserungen wurden als R-4B und R-4C vermarktet. Während im R-4C zunächst einige Schaltkreise von Röhren- auf Transistortechnik umgestellt worden waren, erwies sich dies als ungünstig. Man stellte wieder auf Röhrentechnik um, so dass beim R-4C zwei Varianten existieren.
Der zum R-4 passende Sender war ein Gerät aus der jeweils korrespondierenden T-4X-Reihe.

### T-4X
T-4X ist ein Amateur-Kurzwellensender, in verschiedenen Versionen als T-4X, T-4XB und T-4XC vermarktet. Er ist das Gegenstück zum Empfänger aus der R-4-Reihe. Wenn man beide Geräte zusammenschaltet, kann man einen der beiden Oszillatoren als Hauptoszillator für die Kombination schalten, oder auch auf unabhängigen Frequenzen (Split-Betrieb) arbeiten.

### TR-4
Geräte aus der TR-4-Reihe sind Sendeempfänger für das 80-m-, 40-m-, 30-m-, 15-m- und 10-m-Band.

### R-7
Der R-7 und sein Nachfolger R-7A ist ein Kurzwellenempfänger für den gesamten Bereich von 10 kHz bis 30 MHz. Der umschaltbare Empfangsbereich ist in 500 kHz breite Segmente aufgeteilt. Die Frequenzaufbereitung erfolgt mittels einer PLL.

### TR-7
Der TR-7 und sein Nachfolger TR-7A ist ein Kurzwellentransceiver in PLL-Technik. Empfangsseitig entspricht er dem R-7. Senderseitig werden die klassischen Amateurfunkbänder abgedeckt.

### L-4
L-4 ist ein röhrenbestückter Sendeverstärker für den Kurzwellenbereich. Er ist mit zwei Röhren des Typs 3-500Z bestückt. Die maximale Anodenverlustleistung beträgt 1 kW. PEP waren erheblich höhere Sendeleistungen möglich. Eine spätere Variante war die L-4B, die sich aber nur marginal unterschied.

### L-7
Der L-7 ist eine vereinfachte, im Design an die TR-7-Reihe angepasste Version des L-4. So wird z. B. durch Weglassen der Röhrenkamine die lautlose Kühlung der Endröhren durch Konvektion aufgegeben. Stattdessen wird mit einem Lüfter zwangsgekühlt.

### SSR-1
Der SSR-1 ist ein Kurzwellenempfänger. Der Empfangsbereich geht von 500 kHz bis 30 MHz. Die Frequenzaufbereitung erfolgt mittels des Wadley-Verfahrens. Weil die Empfängerbandbreite nicht einstellbar ist, eignet er sich nur bedingt als SSB- oder CW-Empfänger.

### DSR
Der DSR-1 und sein Nachfolger DSR-2 ist ein Kurzwellenempfänger mit vollsynthetischer Frequenzaufbereitung.

## Elecraft

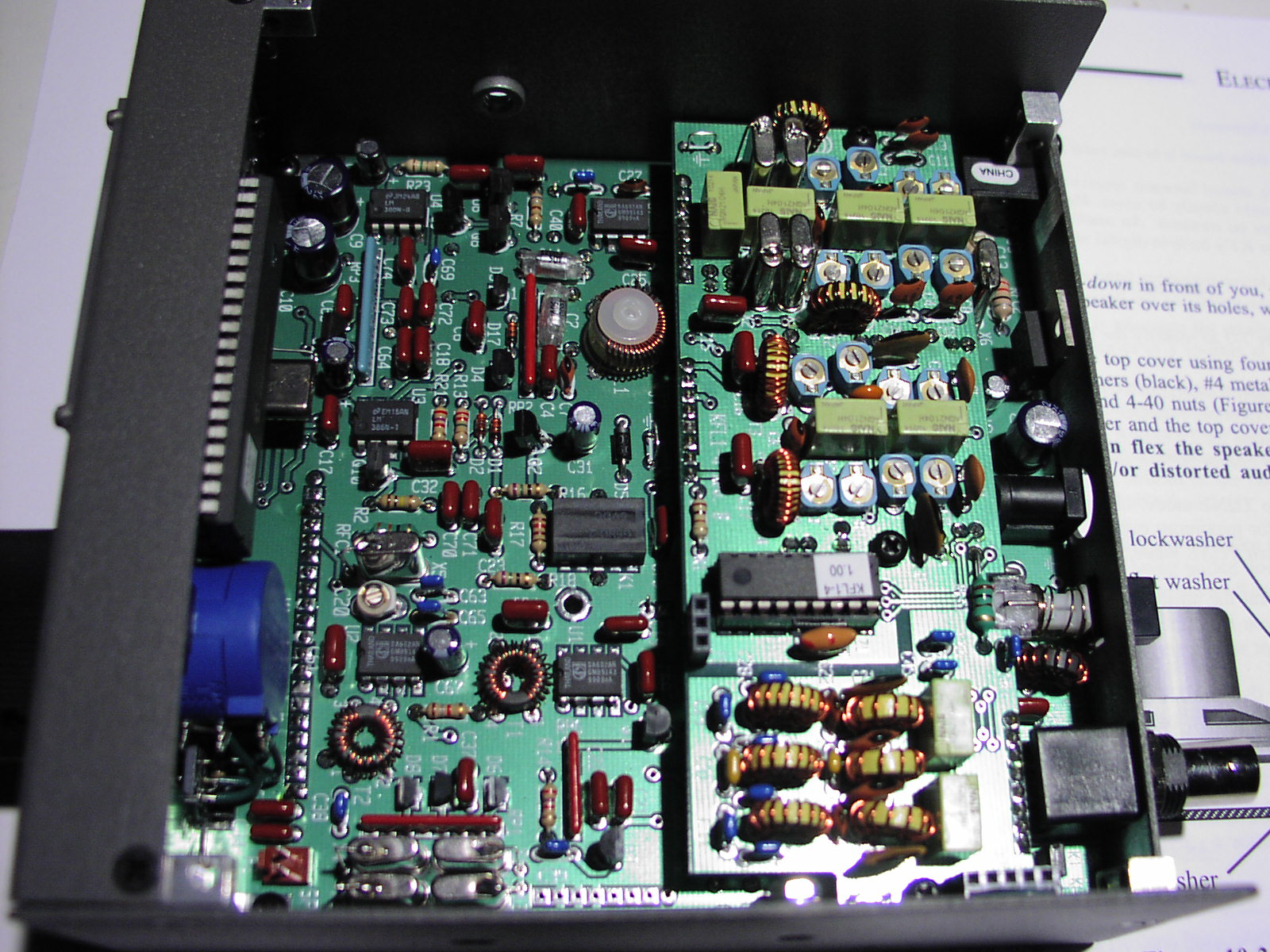
Das Innere eines komplett aufgebauten Elecraft K1

### K1
Der Elecraft K1 ist ein CW-Transceiver mit einer Sendeleistung von bis zu 7 W. Das Gerät war mit austauschbaren Zwei- oder Vier-Band-Modulen für die Bänder 80 m, 40 m, 30 m, 20 m, 17 m und 15 m erhältlich. Nachrüstbar war ein automatischer Antennentuner, ein Noise-Blanker und ein Batteriesatz. Die Produktion ist eingestellt, einige Zubehörteile sind noch erhältlich. Technik: Einfachsuper mit freilaufendem VFO und quarzgesteuertem Bandmixer.

### KX1

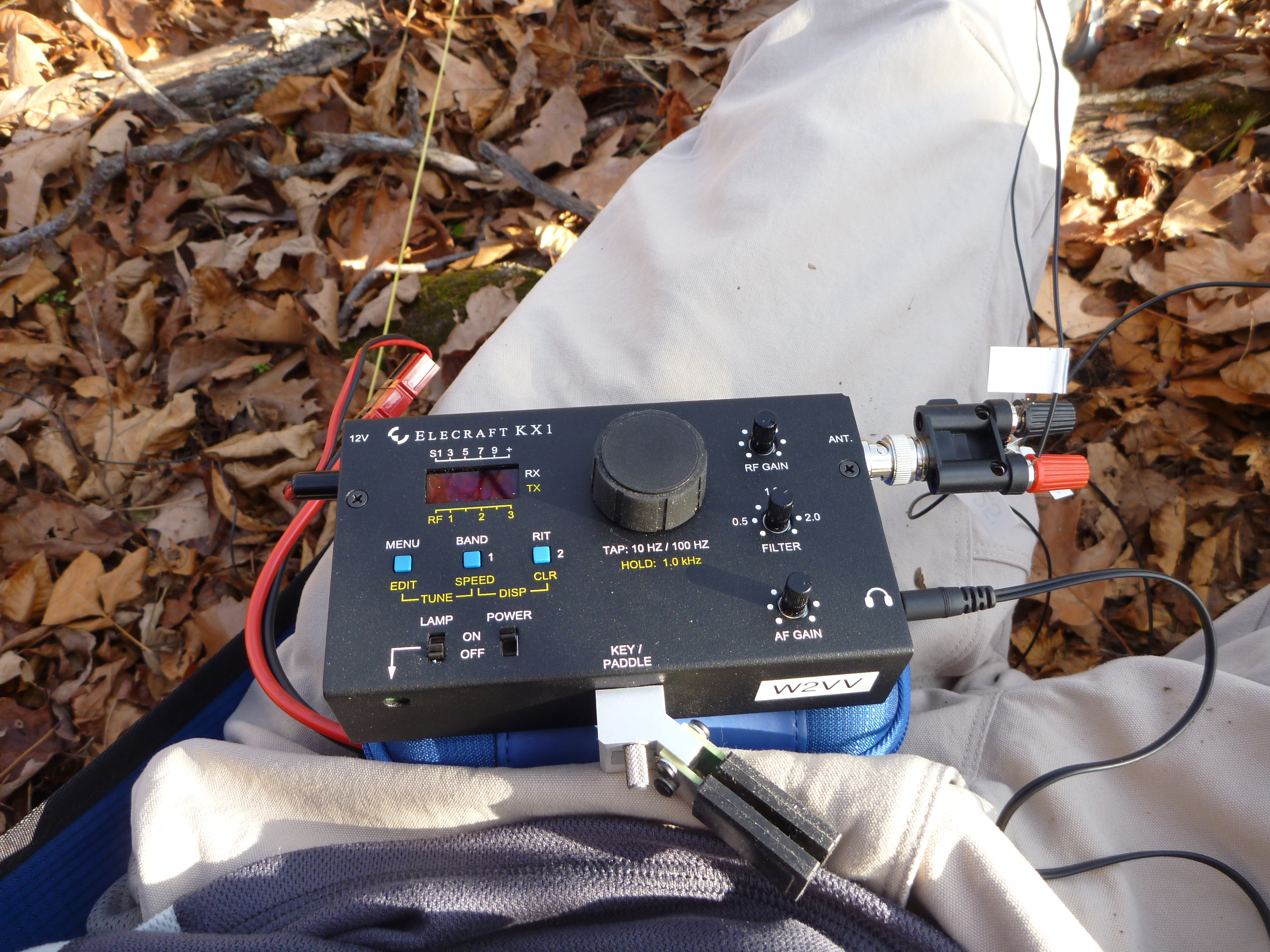
Elecraft KX1

Der KX1 ist ein CW-Transceiver mit einer Sendeleistung von bis zu 2 W für das 40-m- und das 20-m-Band. Nachrüstbar ist ein zusätzliches 80-m-/30-m-Bandmodul und ein automatischer Anennentuner. Die Produktion ist eingestellt, einige Zubehörteile sind noch erhältlich. Der Transceiver ist als Einfachsuper mit DDS aufgebaut.

### K2

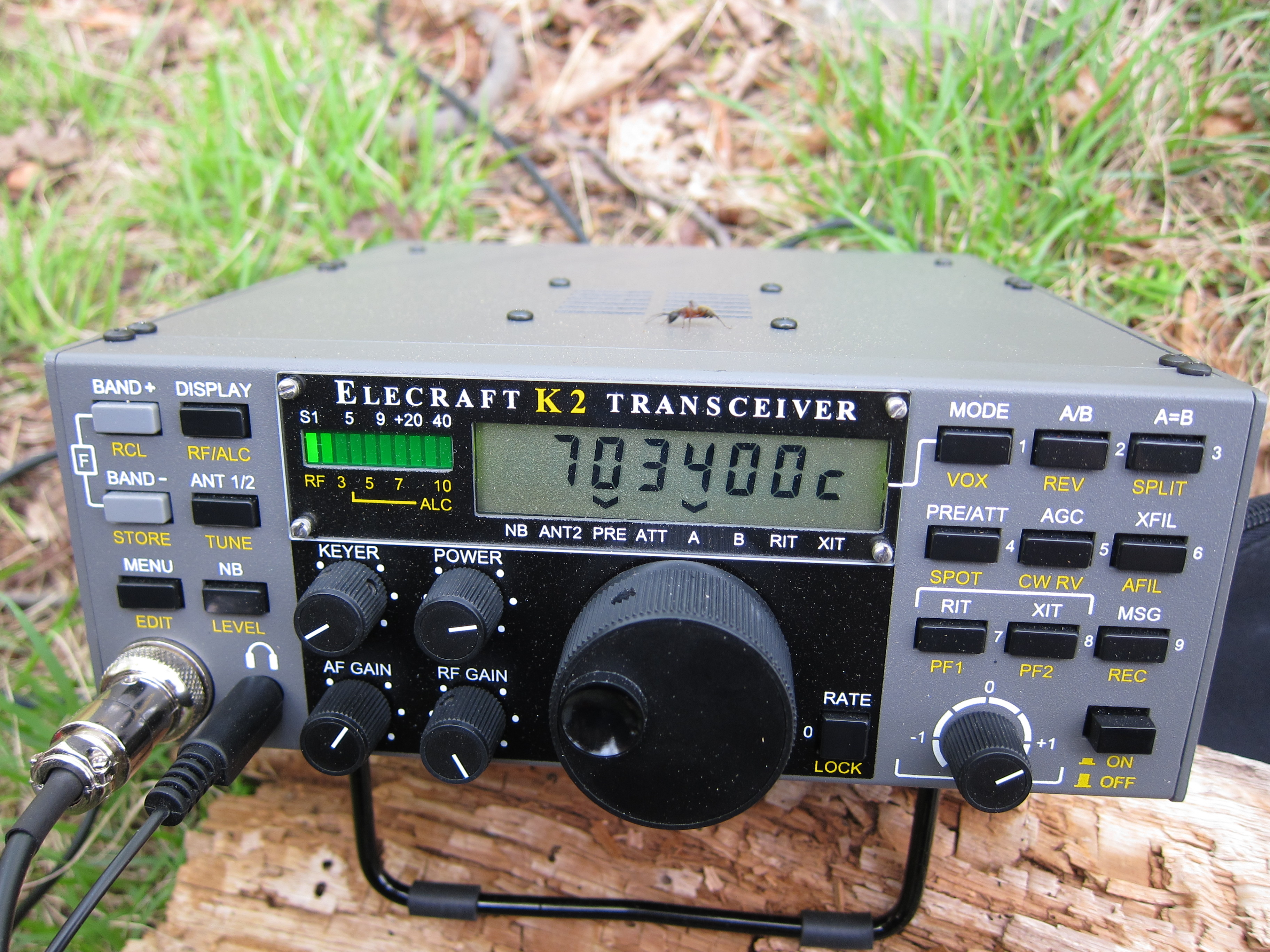
Elecraft K2

Der K2 ist ein CW-Transceiver mit einer Sendeleistung von bis zu 15 W für die klassischen Amateurfunkbänder von 80 m bis 10 m und ist als Bausatz erhältlich. Das Gerät ist modular aufgebaut und lässt sich nachrüsten mit Modulen für das 160-m- und das 60-m-Band, einem SSB-Modul, automatischem Antennentuner, Noiseblanker, internem Akku, Uhr mit NF-Filter, externer Empfangsantenne, digitaler Steuereinheit sowie einem integrierbaren 100-W-Leistungsverstärker. Es handelt sich um ein Bandgerät. Durch den Verzicht auf einen durchgehenden Empfänger konnte mit geringem Aufwand ein sehr großsignalfester Empfänger realisiert werden. Technik: Einfachsuper mit PLL und quarzgesteuertem Bandmixer.

### KX2

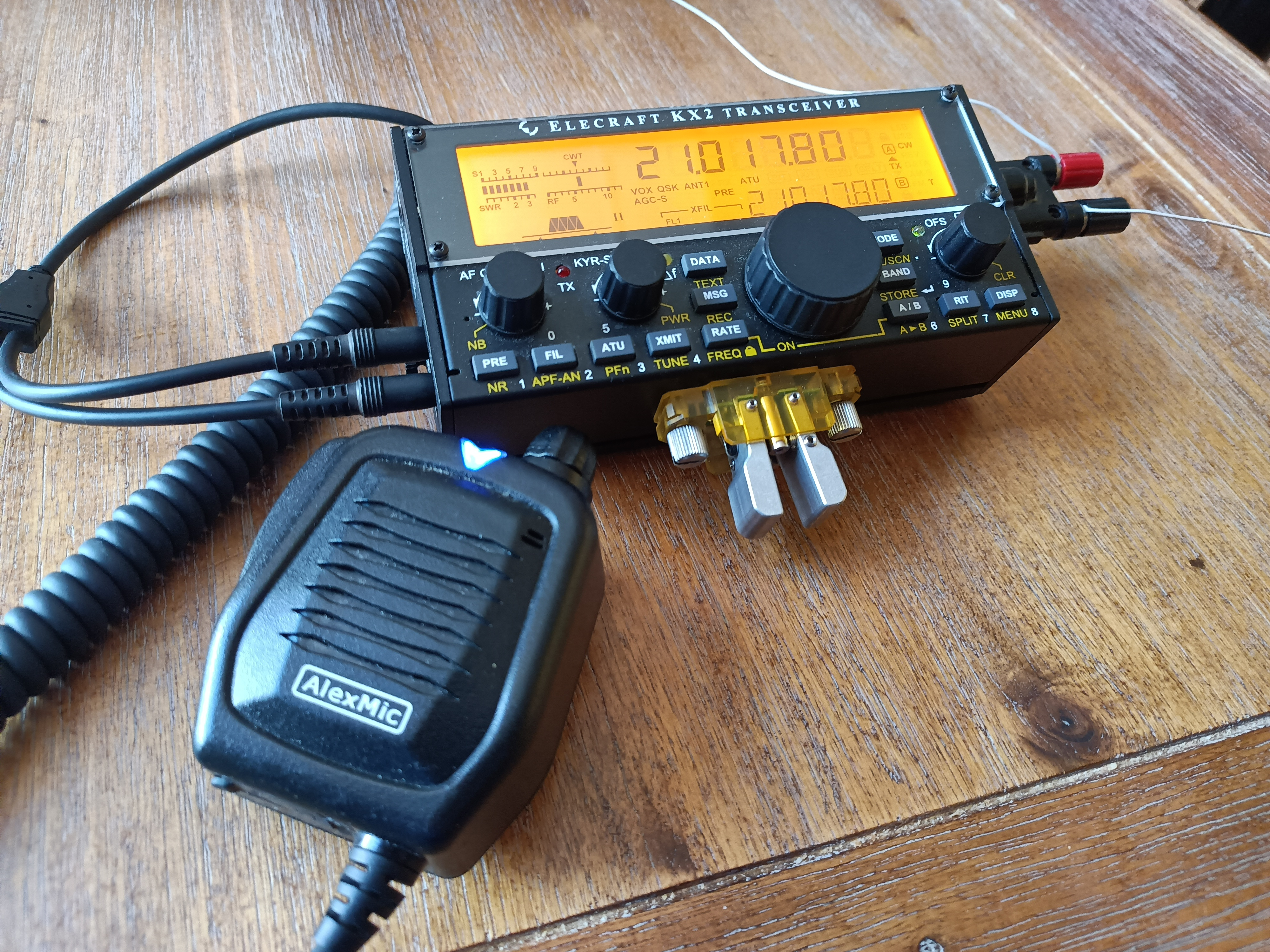
Elecraft KX2 mit angeflanschtem CW-Paddle und externem Mikrofon

Es handelt sich um einen sehr kleinen (5 cm × 14,7 cm × 4 cm) Portabeltransceiver für 80 m bis 10 m (Empfangsbereich 500 kHz bis 32 MHz). Er kann extern über eine Hohlbuchse oder durch einen internen LiIon-Akku, der allerdings nur außerhalb des Gerätes geladen werden kann, mit Spannung versorgt werden. (Interne und externe Spannungsversorgung sind über Dioden entkoppelt). Die Ausgangsleistung beträgt etwa 10 W. Ein Mikrofon ist bereits eingebaut, jedoch kann auch ein externes Mikrofon verwendet werden. Wie bei Elecraft üblich, kann er modular erweitert werden. Das Gerät ist als DDS-gesteuerter Sender/Empfänger nach der Weaver-Methode aufgebaut.

### K3

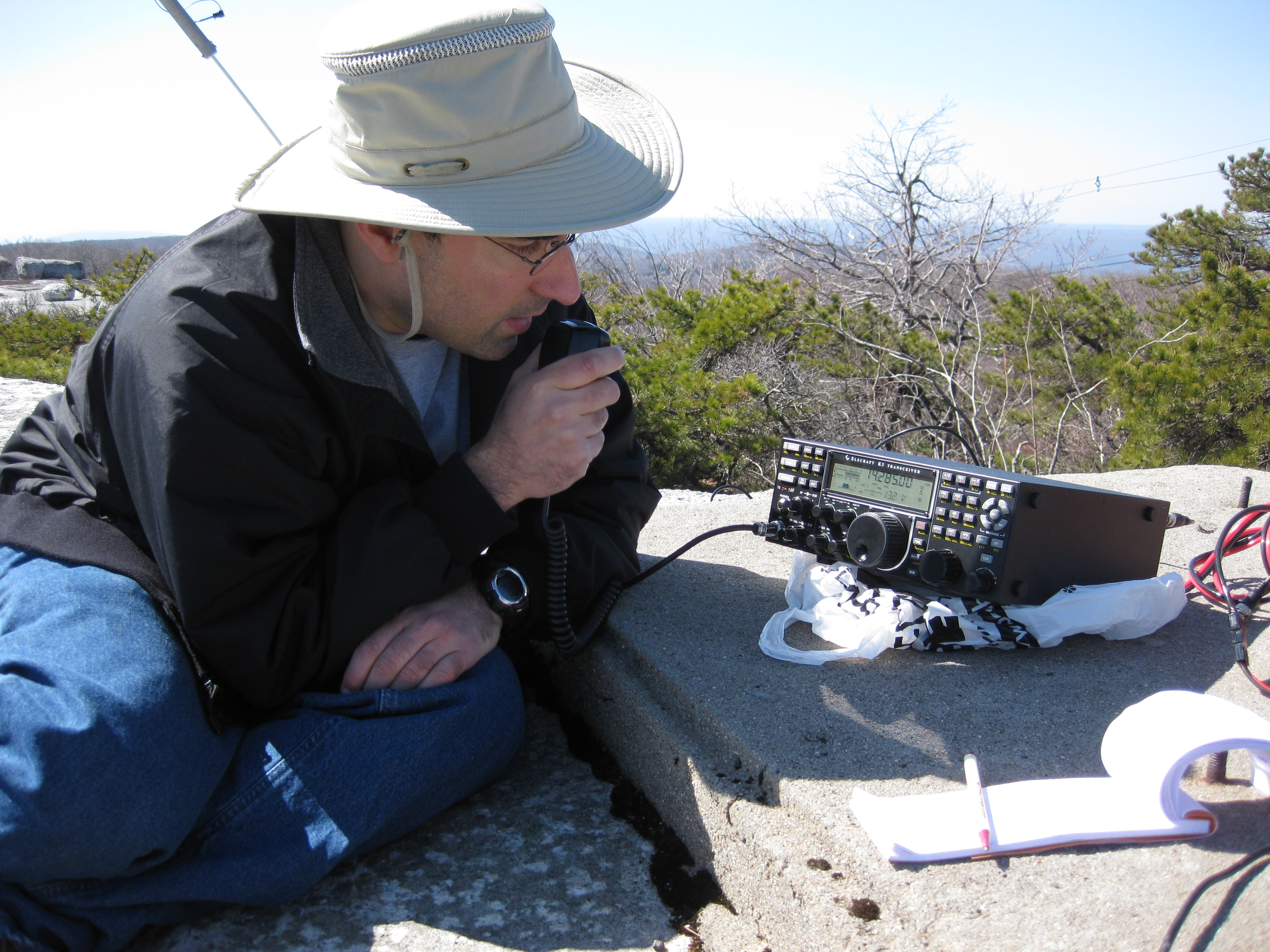
Elecraft K3

Der Elecraft K3 ist ein Transceiver für die Amateurfunkbänder 160 m bis 6 m, der als Fertiggerät oder lötfreier Bausatz erhältlich ist. Durch den modularen Aufbau kann der Funktionsumfang an die eigenen Bedürfnisse angepasst werden. So kann man zwischen einer 100-W- und einer 10-W-Version wählen, wobei die 10-W-Version jederzeit durch Einbau der 100-W-Endstufe erweitert werden kann. Antennentuner und Zweitempfänger können ebenfalls nachgerüstet werden.
Ein integrierter Decoder für CW, RTTY und PSK31 zeigt den Empfangstext auf dem Display an. Außerdem kann das Gerät Text, der über eine angeschlossene Morsetaste eingegeben wird, in die Betriebsarten RTTY und PSK31 konvertieren und aussenden.

### KX3
Der Elecraft KX3 ist ein ab Ende Februar 2012 in Deutschland als Bausatz sowie fertig montiertes Gerät verfügbarer sehr kompakter Allmode-Transceiver für die Amateurfunkbänder 160 m bis 6 m mit 10 Watt Ausgangsleistung in der Standardausstattung. Die Stromversorgung kann über interne Batterien erfolgen, wobei die geringe Stromaufnahme von nur 150 mA  beim Empfang lange Betriebszeiten ermöglicht. Auch bei diesem Gerät ist ein Dekoder für RTTY und PSK31 eingebaut sowie auch PSK-Sendebetrieb mit Eingabe des Textes über eine Morsetaste möglich.

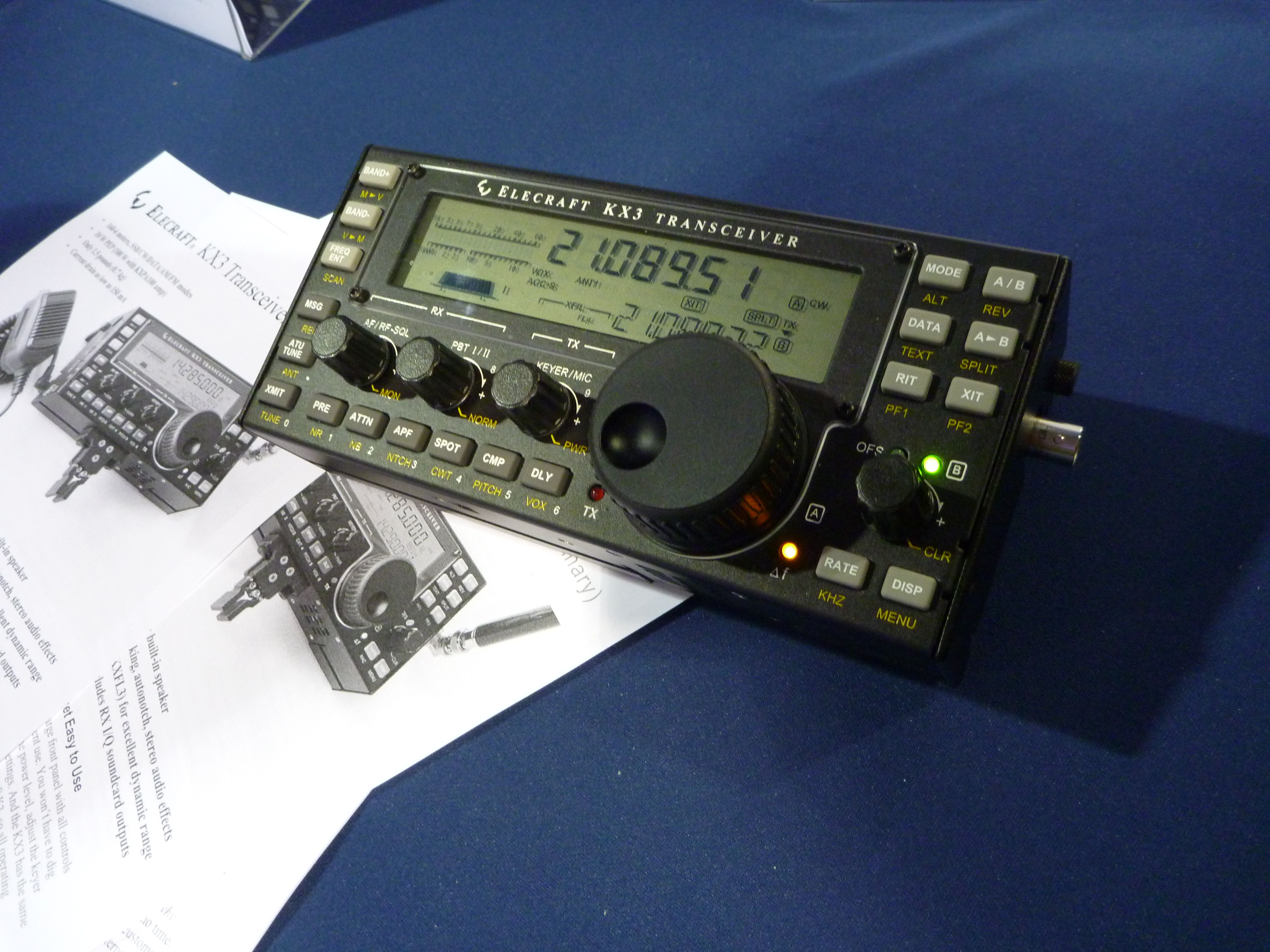
Elecraft KX3

Auch dieses Gerät ist modular aufgebaut, so dass je nach Bedürfnissen des Käufers zum Beispiel ein Roofing-Filter, ein internes automatisches Anpassgerät (ATU), oder ein Akkuladegerät (gesteuert über eine Echtzeituhr, ermöglicht auch die Anzeige der Uhrzeit im Display) integriert werden können. Eine spezielle Morsetaste kann am Gerät angebracht werden.
Eine 100-Watt-Endstufe mit optionalem Antennentuner ist erhältlich. Erweiterungen für das 2-m-Band bzw. 4-m-Band – allerdings nur mit einer Ausgangsleistung von 2,5 W – sind seit Ende 2014 verfügbar.
Ebenfalls erhältlich ist ein auf das Gerät abgestimmter Panorama-Adapter, der die Bandbelegung grafisch in Form eines Wasserfall-Diagramms oder klassisch als Spektrumanzeige darstellt.
Wie auch der KX2 ist der KX3 als DDS-gesteuerter Sender/Empfänger nach der Weaver-Methode aufgebaut.

## Hilberling

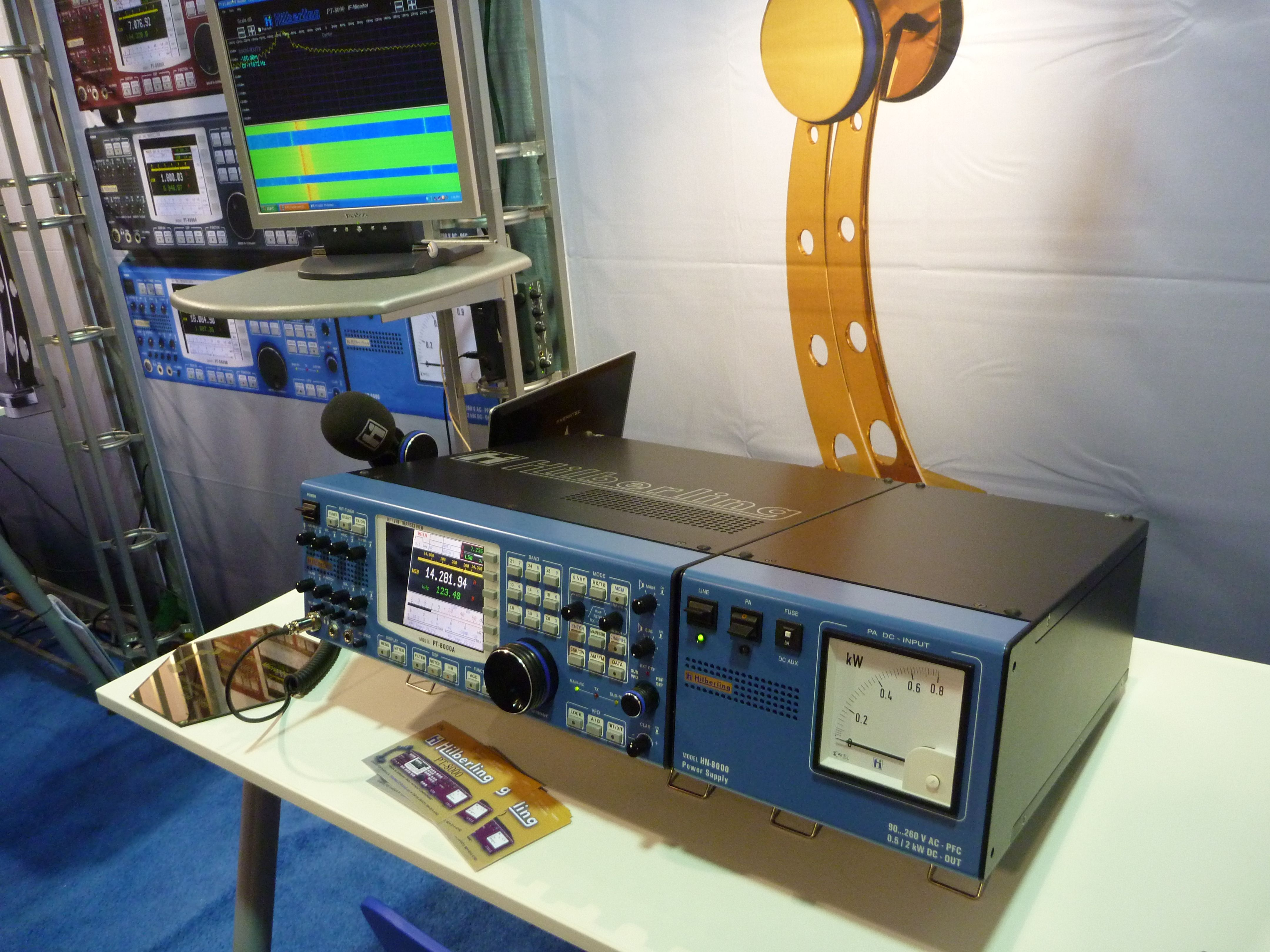
Amateurfunk-Sendeempfänger Hilberling PT-8000A mit dazugehörigem Netzteil HN-8000 (rechts)

Die relativ kleine deutsche Firma Hilberling fertigt und vertreibt den Transceiver PT-8000A (Bild). Laut Firmenbroschüre kommen dort „Technologien zum Einsatz, die zuvor in der Amateurfunktechnik nicht zu finden waren.“ Er überstreicht die Amateurfunkbänder 160 m, 80 m, 60 m, 40 m, 30 m, 20 m, 17 m, 15 m, 12 m, 10 m, 6 m und 2 m. Das vielbeachtete Gerät kam 2010 auf den Markt und wurde mit internationalem Lob geradezu überschüttet: „Spitzentechnologie aus Deutschland: Der PT-8000 von Hilberling bietet das Beste aus analoger und digitaler Kurzwellentechnik.“
Außer dem Sendeempfänger (englisch Transceiver Trx) gibt es das dazugehörige separate Netzteil (englisch Power Supply Unit PSU) und zusätzlich einen optionalen Leistungsverstärker (englisch Power Amplifier PA). Das Modell HPA-8000B deckt den Frequenzbereich von 1,8 MHz bis 70 MHz ab. Die Ausgangsleistung von 1 kW ist mehr als die für deutsche Funkamateure maximal erlaubten 750 W.
Das Gerät ist in unterschiedlichen Frontfarben lieferbar. Außer Anthrazitgrau (RAL 7016) gibt es Bordeauxviolett (RAL 4004), Brillantblau (RAL 5007), Bronzegrün (RAL 6031) und Telegrau (RAL 7045). Dies gilt für den Trx, die PSU und den PA.

## Hytera

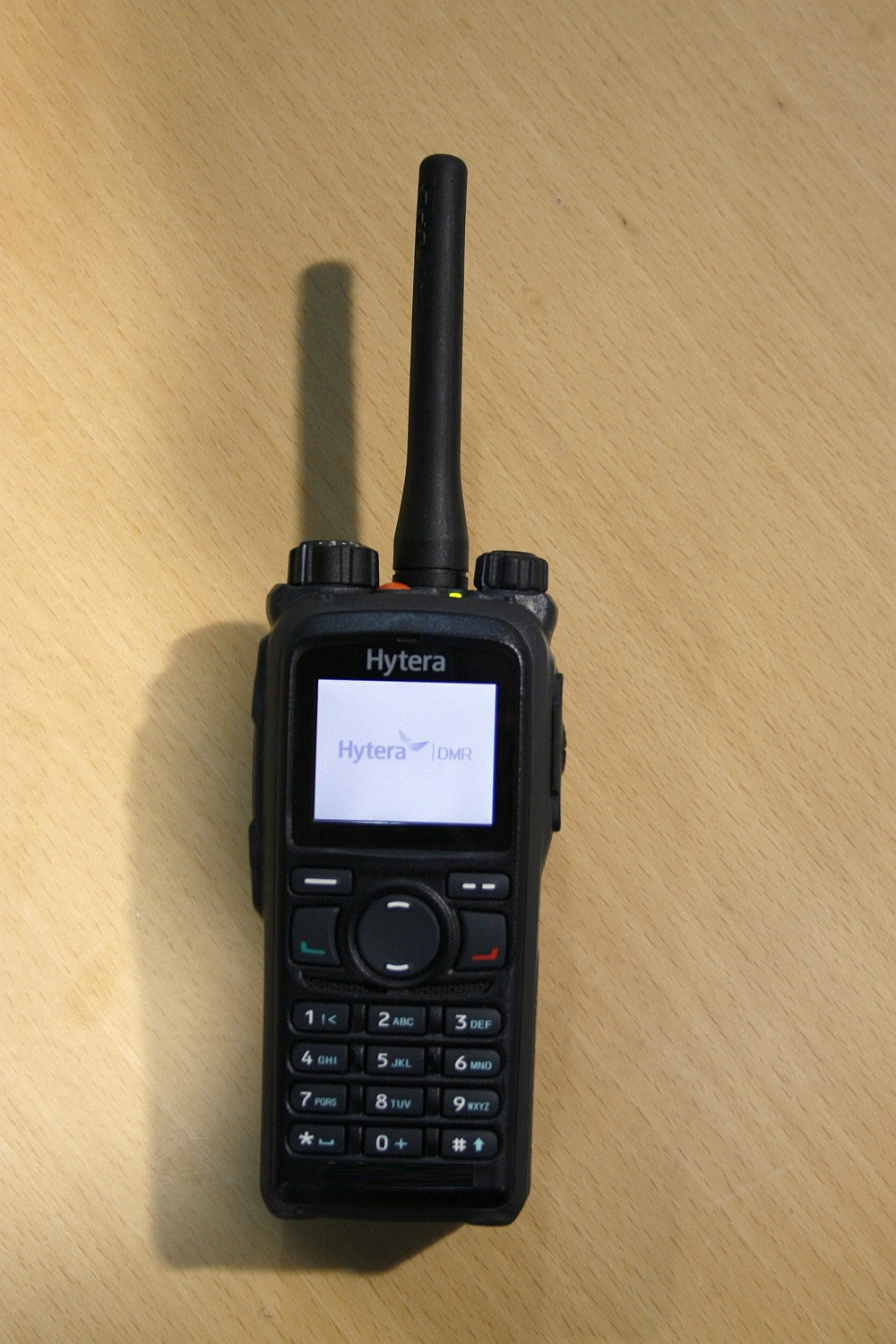
Hytera-DMR-Handgerät PD785

Hytera stellt DMR-Funkgeräte her, die mit passender Programmierung auch für den Amateurfunk verwendet werden.

### PD505
Dieses Handfunktgerät ohne Display kann in der VHF-Version den Frequenzbereich 136 … 174 MHz (somit auch das 2-m-Amateurfunkband) und in der UHF-Version den Bereich 400 … 470 MHz (somit auch das 70-cm-Amateurfunkband) mit einer Ausgangsleistung von 5 W (VHF-Version) bzw. 4 W (UHF-Version) überstreichen.

### PD785
Dieses Handfunktgerät mit Display und Zifferntastatur kann in der VHF-Version den Frequenzbereich 136 … 174 MHz (somit auch das 2-m-Amateurfunkband) und in einer der drei erhältlichen UHF-Versionen den Bereich 400 … 470 MHz (somit auch das 70-cm-Amateurfunkband) mit einer Ausgangsleistung von 5 W (VHF-Version) bzw. 4 W (UHF-Version) überstreichen. Auch analoger Funkverkehr (FM) – inklusive der Möglichkeit der Aussendung eines 1750-Hz-Ruftones zum Auftasten von Relaisfunkstellen – ist möglich.

## Icom

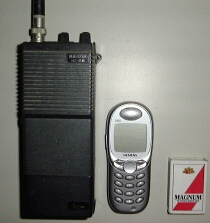
Icom IC-2E

### IC-2E
Ein Handfunkgerät aus den 1980er Jahren, bei dem die Frequenz über drei Codierräder (jeweils eines für die 1-MHz-, 100-kHz- und 10-kHz-Stelle) und einen Schiebeschalter (+0 bzw. +5 kHz) an der Oberseite eingestellt wurde. Somit war ein Bereich von 140,000 bis 149,995 MHz in einem Raster von 5 kHz einstellbar, wobei die Daten nur für den Amateurfunkbereich garantiert wurden. Die Sendeleistung lag im Bereich von 1,5 bis 3 Watt (je nach Stromversorgung). Der Akku beziehungsweise das Batteriefach war unten am Gerät befestigt. Akkus waren in verschiedenen Spannungen und mit unterschiedlichen Kapazitäten erhältlich. Zum Anschluss an das Ladegerät besaßen die Akkus an der Rückseite eine Hohlsteckerbuchse. Der Gürtelclip war mit Bohrungen für den Ladestecker bzw. zum Blick auf die Ladekontrollleuchte versehen, so dass das Laden der Akkus auch am Gerät möglich war.
Weitgehend baugleiche Geräte wurden auch von anderen Herstellern (z. B. Albrecht AE-144N, Alan CT1600 und CTE CT-1800) hergestellt.

### IC-4E
Die 70-cm-Variante des IC-2E überstrich in der Europa-Version den Bereich von 430 bis 439,995 MHz. Die Bedienung entsprach im Wesentlichen dem IC-2E, jedoch war an Stelle des Schalters zur Umschaltung zwischen Plus- und Minus-Frequenzablage (die im 70-cm-Bereich nicht nötig war) entweder ein Schalter zur Umschaltung zweier unterschiedlicher Ablagen bzw. zum Umschalten des Empfängers auf die Relais-Eingabefrequenz vorhanden.

### IC-Z1E
Ein Handsprechfunkgerät für das 2-m- und 70-cm-Amateurfunkband mit einer Ausgangsleistung von 5 Watt. Bei diesem Gerät kann die „obere“ Hälfte der Bedieneinheit (enthält unter anderem PTT-Taste, Display, Mikrofon und Lautsprecher) vom Grundgerät abgenommen und über ein Separationskabel wie ein externes Lautsprechermikrofon verwendet werden. Lautstärke- und Rauschsperrenregler (für beide Bänder getrennt) sowie die 16er-Tastatur verbleiben am Grundgerät.

### IC-T81E

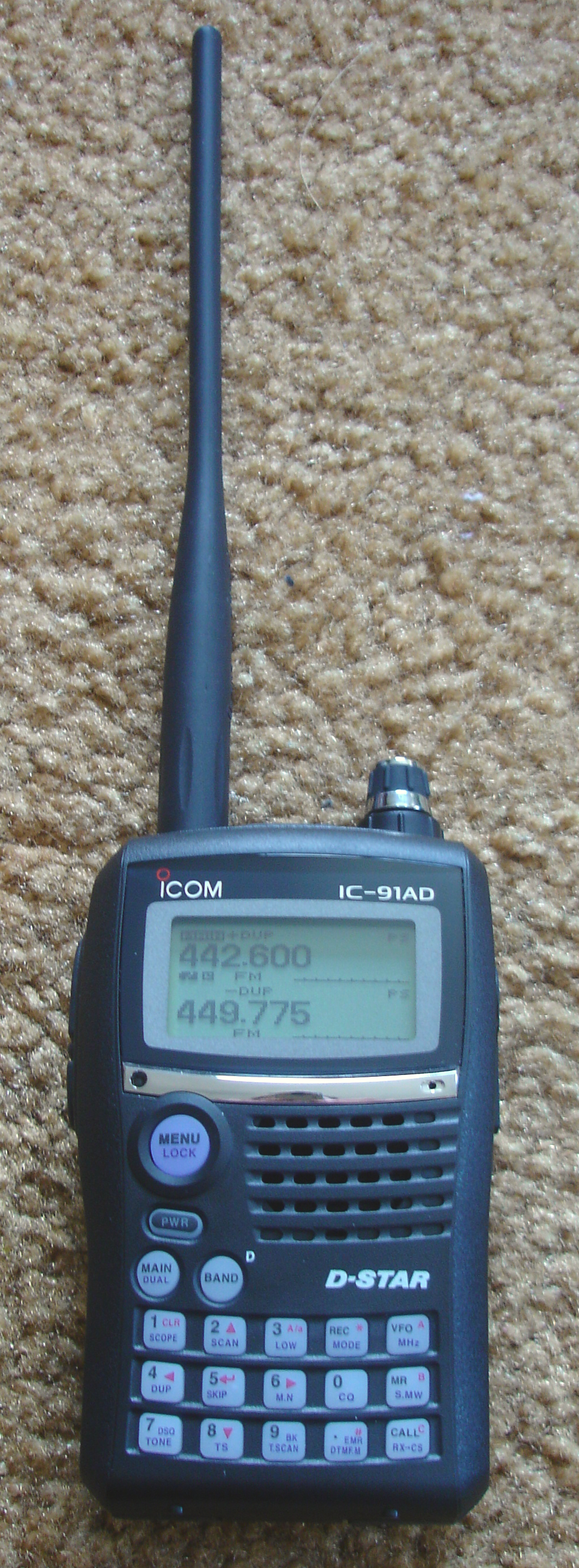
IC-E91AD

Ein Handsprechfunkgerät für das 6-m-, 2-m-, 70-cm- und 23-cm-Amateurfunkband mit einer maximalen Ausgangsleistung von 5 Watt bzw. 1 Watt auf 23 cm. Die Markteinführung erfolgte 1999. Bei diesem Gerät wurde erstmals von Icom eine „Multifunktionstaste“ (4-Richtungstaste, zentraler Druck als Eingabetaste) verwendet. CTCSS- und DTMF-Coder und -Decoder waren serienmäßig.

### IC-E91D
Das IC-E91D war das erste auf dem deutschen Markt erhältliche Duoband-Handfunkgerät, bei dem durch Einbau einer optionalen Platine auch die Modulationsart D-Star verfügbar war. Im Gegensatz zu seinem Nachfolger, dem IC-E92D, wurden für Mikrofon, Lautsprecher und GPS-Anschluss keine speziellen, sondern Standardstecker verwendet. So kann man über ein einfaches serielles Kabel mit einem 3,5-mm-Klinkenstecker problemlos auch GPS-Geräte anderer Hersteller verwenden. Die Sendeleistung mit dem Standardakku beträgt 5 Watt, bei Verwendung einer externen Spannungsversorgung erhitzt sich das Gerät allerdings sehr stark. Das Gerät selbst ist wasserdicht.

### IC-E92D
Hierbei handelt es sich um ein robustes und wasserdichtes (Schutzart IP X7) Duoband-Handfunkgerät, mit einer Ausgangsleistung von jeweils 5 W. Für den Anschluss des Mikrofons oder Programmieradapters wird eine proprietäre 12-polige Buchse verwendet. Außerdem verfügt dieses Gerät über eine D-STAR-Einheit. Für dieses Gerät ist auch ein ebenfalls wasserdichtes Handmikrofon mit integriertem GPS-Empfänger verfügbar, so dass Standortmeldungen über D-STAR ausgesendet werden können. Es ist allerdings nicht möglich, ersatzweise Positionsdaten aus dem gerätinternen GPS-Speicher auszusenden oder die aktuelle Position im GPS-Speicher abzulegen, d. h. Positionen müssen manuell in die Speicher eingegeben werden. Wenn das Handfunkgerät über das GPS-Mikrofon eine gültige Positionsbestimmung durchgeführt hat, kann es auch Entfernung und Richtung zu gespeicherten bzw. empfangenen Positionen berechnen. Hierbei treten allerdings häufig offensichtliche Fehler (Entfernung > 8000 km bei Positionen im gleichen Locator-Großfeld) auf.

### ID-31E
Die auffälligsten Besonderheiten dieses 230 Gramm leichten 70-cm-Handfunk-Monobandgerät für die Modulationsarten FM und D-STAR mit einer Ausgangsleistung von 5 Watt sind der erstmals bei einem D-STAR-Gerät vollintegrierte GPS-Empfänger sowie der Einbau eines Micro-SD-Karten-Lesers. Das Gerät selbst verfügt über keine DTMF- beziehungsweise Frequenz-Direkteingabe-Tastatur.
Die Positionsdaten können nicht nur über DPRS ausgesendet und als Track auf der Speicherkarte gespeichert werden, sondern sie werden auch genutzt, um standortspezifisch nach Entfernung geordnete Repeaterlisten anzeigen zu können. Die Repeaterdaten werden dabei auf einer Micro-SD-Karte gespeichert.
Zur Programmierung des Gerätes kann sowohl ein Interfacekabel verwendet werden, als auch eine Konfiguration auf eine Micro-SD-Karte geschrieben und eingelesen werden. Es ist außerdem möglich, Sprachmitschnitte auf der Speicherkarte abzuspeichern.
Das Gerät selbst ist wasserdicht gemäß IP-X7; die Membran vor dem Mikrofon hat eine von vielen Benutzern als zu dumpf empfundene Modulation zur Folge, was teilweise unter Verlust der Wasserdichtheit durch Anstechen der Schutzmembran vor dem Mikrofon zu beheben versucht wird.
Zum Anschließen eines Lautsprechermikrofons dient eine handelsübliche 2,5- bzw. 3,5-mm-Klinkenbuchsenkombination, die Antenne wird über eine SMA-Buchse angeschlossen.

### ID-51E
Wie beim ID-31E ist auch bei diesem Duoband-Handfunkgerät für die Amateurfunkbänder 2 m und 70 cm für die Modulationsarten FM (auch mit reduziertem Frequenzhub für das 12,5-kHz-Raster) und D-STAR mit einer Ausgangsleistung von 5 Watt ein vollintegrierter GPS-Empfänger sowie ein Micro-SD-Karten-Leser serienmäßig. Simultanempfang auf zwei beliebigen Frequenzen ist möglich, ein separater Empfänger erlaubt den Rundfunkempfang in FM wie auch in AM. Auch dieses Gerät verfügt über keine DTMF- beziehungsweise Frequenz-Direkteingabe-Tastatur.
Zur Programmierung des Gerätes kann sowohl ein Interfacekabel verwendet werden, als auch eine Konfiguration auf eine Micro-SD-Karte geschrieben und eingelesen werden. Es ist außerdem möglich, Sprachmitschnitte auf der Speicherkarte abzuspeichern.
Das Gerät selbst ist wasserdicht gemäß IP-X7. Zum Anschließen eines Lautsprechermikrofons dient eine handelsübliche 2,5- bzw. 3,5-mm-Klinkenbuchsenkombination, die Antenne wird über eine SMA-Buchse angeschlossen.
Mit Erscheinen der Version ID-51E PLUS wird auch die Möglichkeit, ein Android-Gerät zu koppeln (z. B. für Landkarten-App mit Repeaterstandorten oder Bildübertragung) sowie ein schnellerer DV-Datenbetrieb mit 3480 bps beworben, der allerdings mit dem DV-Sprachmodus inkompatibel ist.

### IC-705
Tragbarer Amateurfunk-Sendeempfänger für 160 m bis 70 cm. Arbeitet nach dem Prinzip des Software Defined Radio (SDR) mit direkter digitaler Umsetzung des HF-Signals bis 25 MHz. Aufgrund der integrierten Soundkarte gut geeignet für digitale Betriebsarten wie FT8. Bei Akkubetrieb maximale Ausgangsleistung 5 W; mit externer Versorgung bis 10 W. Kein integrierter Antennentuner.

### IC-746

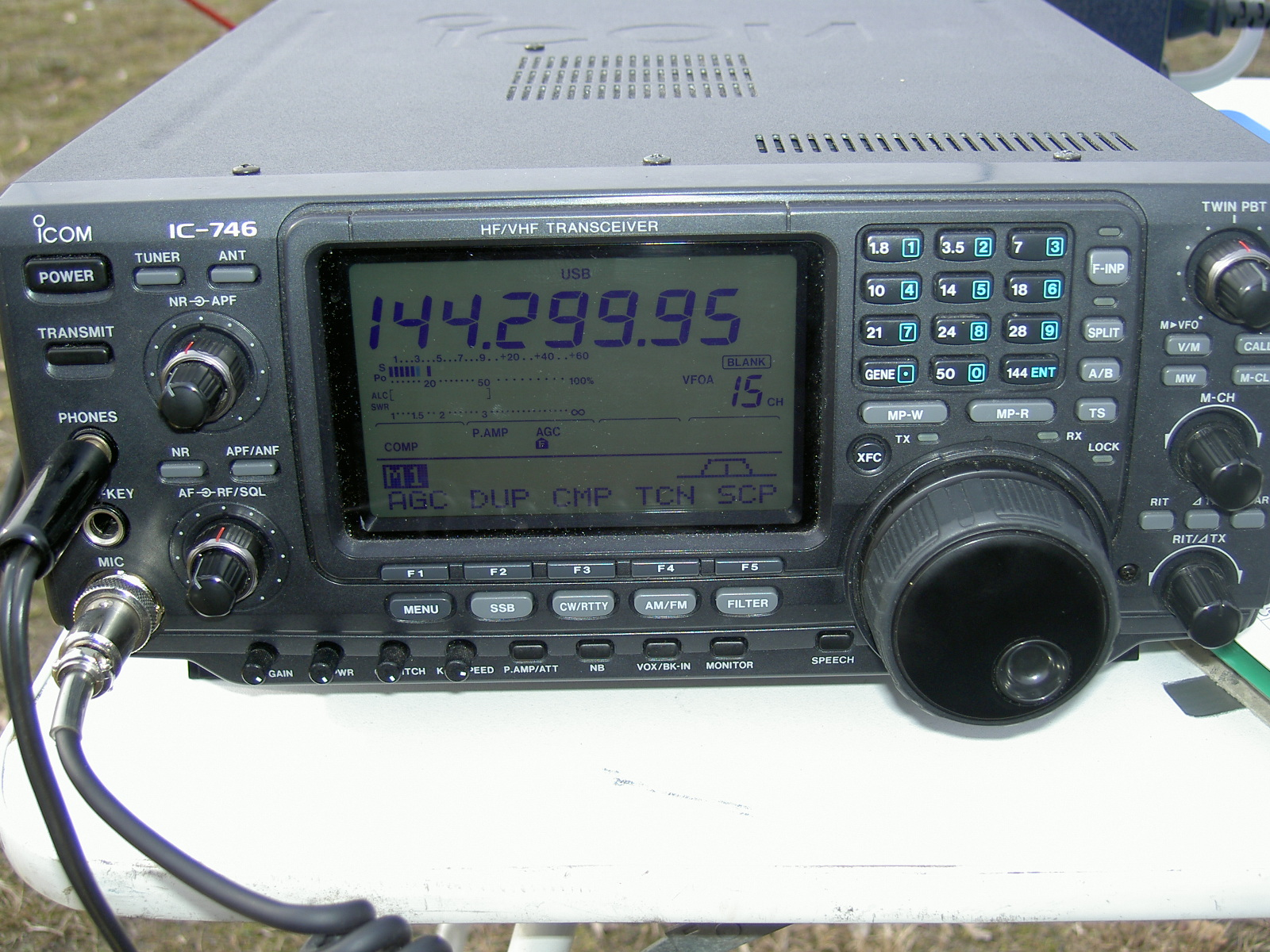
Stationsfunkgerät IC‑746

Es handelt sich hierbei um einen Allmode-KW-Tranceiver mit zusätzlichem 6-m- und 2-m-Band. Die Ausgangsleistung beträgt durchgängig 100 Watt. Ein Antennenabstimmgerät für Kurzwelle mit einem Abstimmbereich bis zu einem Stehwellenverhältnis von 1:3 ist eingebaut. Gleiches gilt für den Sprachkompressor. Für Phoniebetrieb steht eine VOX-Schaltung zur Verfügung. CTCSS ist sende- und empfangsseitig serienmäßig, in der Europa-Version verfügt es über einen 1750-Hz-Rufton zum Auftasten von Relaisfunkstellen.

### IC-756 Pro
Erweiterte Version des IC-746 mit Farbdisplay und Spektrumanzeige.

### IC-910
UKW-Stationsfunkgerät mit einer Sendeleistung von 100 Watt im 2-m-Band und 75 Watt im 70-cm-Band. Optional kann eine 23-cm-Erweiterung mit einer Sendeleistung von 10 Watt eingebaut werden. Das Funkgerät ist für Funkbetrieb mit Amateurfunksatelliten vorbereitet, setzt aber dafür die richtige Antennenanlage voraus.

### IC-7300

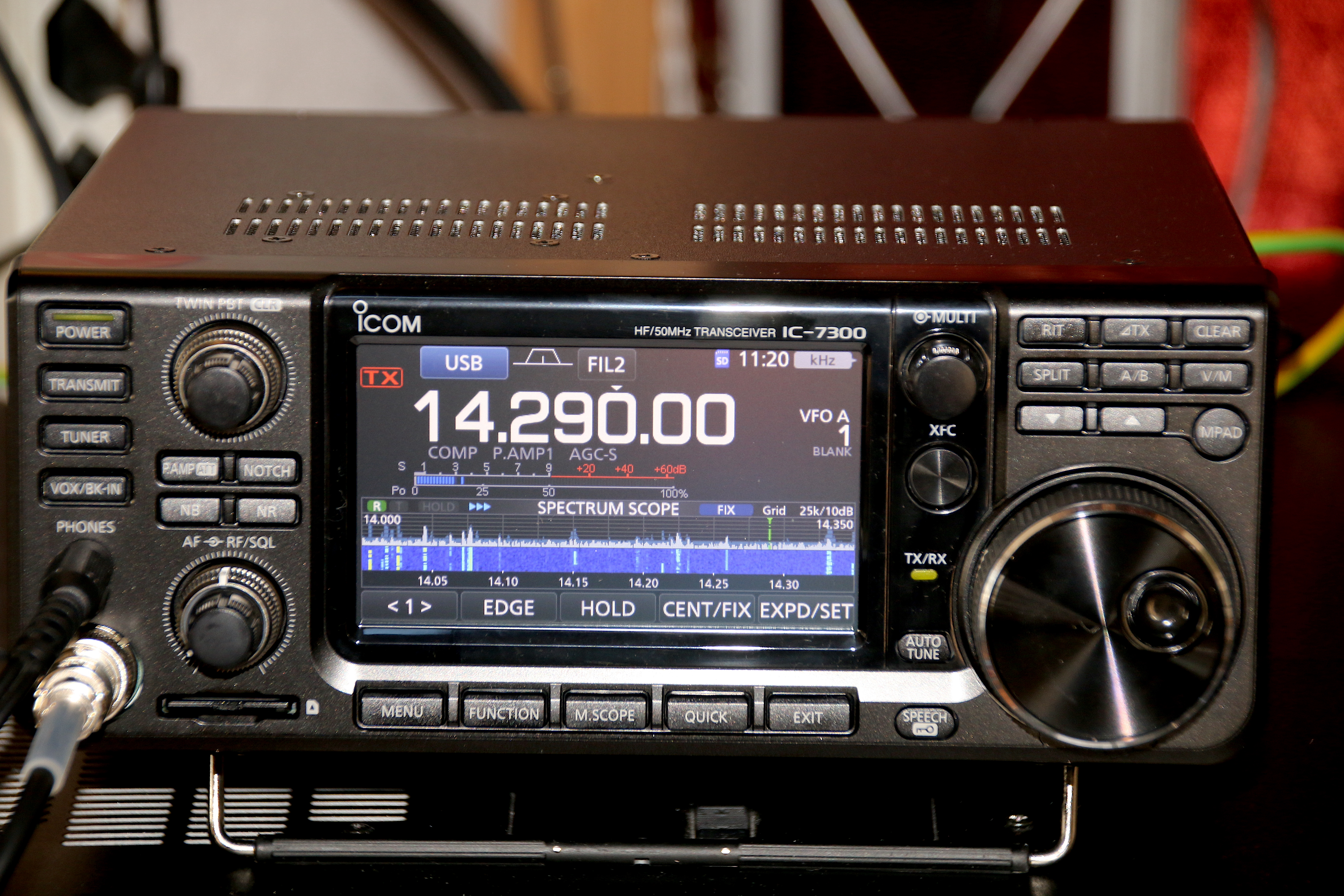
Icom IC-7300

Kompaktes Kurzwellen-Stationsfunkgerät mit einer maximalen Sendeleistung von 100 Watt. Arbeitet nach dem Prinzip des Software Defined Radio (SDR) mit direkter digitaler Umsetzung des HF-Signals. Aufgrund der integrierten Soundkarte gut geeignet für digitale Betriebsarten wie FT8.

### IC-9700
Kompaktes VHF/UHF-Stationsfunkgerät mit einer maximalen Sendeleistung von 100 Watt (2 m), 75 Watt (70 cm), 10 Watt (23 cm). Arbeitet nach dem Prinzip des Software Defined Radio (SDR) mit direkter digitaler Umsetzung des HF-Signals; das 23-cm-Signal wird auf 311–371 MHz heruntergemischt. Aufgrund der integrierten Soundkarte gut geeignet für digitale Betriebsarten wie FT8. Das Gehäuse ist nahezu identisch zum IC-7300.

## Kachina
Im Amateurfunkbereich wurde Kachina nur durch ein Gerät bekannt, das Kachina 505 DSP, einen Exoten, welcher mit einer für die damalige Zeit außergewöhnlichen Konzeption auf den Markt kam. Dieser Kurzwellen-Transceiver aus dem Jahr 1998 verfügt über keinerlei Bedienelemente und wird komplett über einen beliebigen (damals) handelsüblichen Computer gesteuert, auf dem eine spezielle Software sowie ein Bedien- und Steuereinschub in einen 5¼-Zoll-Einschub installiert wurden. Kurze Zeit nach der Vorstellung bot der Hersteller speziell für Funkamateure auch noch einen zusätzlichen manuellen Abstimmknopf an, um ihnen die gewohnte Betriebstechnik des Suchens und manuellen Abstimmens zu ermöglichen. Im Auslieferungszustand beherrscht das Gerät beziehungsweise die Software die Betriebsarten SSB, CW und AM. Die Software bietet auch eine Logbuch-Funktion.
Der eigentliche Transceiver verfügt nur über einen Sub-D-Anschluss zur Verbindung mit dem Computer, einen Stromanschluss sowie zwei Antennenbuchsen und eine weitere Sub-D-Buchse zur Steuerung nachgeschalteter Geräte wie zum Beispiel einer Endstufe. Als Maximallänge für das Steuerkabel werden 23 m angegeben, so dass auch ein abgesetzter Betrieb des Gerätes möglich ist.
Die sende- und empfangsseitige Signalaufbereitung erfolgt in DSP-Technik. Insofern kann er als Vorreiter des Konzepts des Software Defined Radio im Amateurfunk gesehen werden. Die Sendeleistung kann in 1-Watt-Schritten bis 100 Watt eingestellt werden, ein integrierter Antennentuner ist verfügbar.

## Kenwood
Aus den Typbezeichnungen kann man auf das beabsichtigte Hauptanwendungsgebiet schließen: Die Geräteserien TH-… sind Handfunkgeräte (Transceiver-handheld); TM-… sind Mobilgeräte (Transceiver-mobile); TS-… sind Stationsgeräte (Transceiver-stationary).

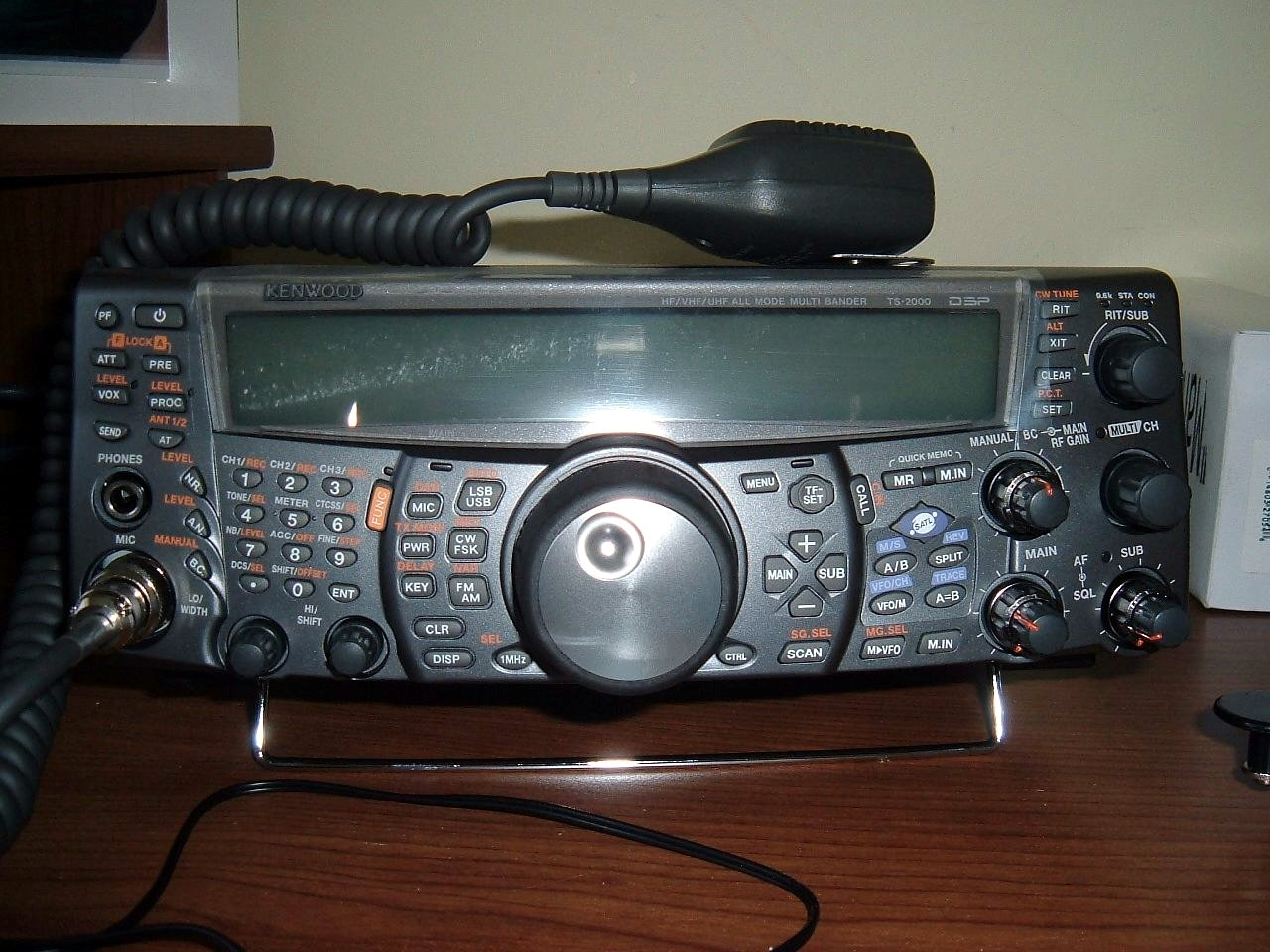
TS-2000

### TS-2000
Das Kenwood TS-2000 ist eine Allmode-Heimstation, die serienmäßig die Amateurfunkbänder von 160 m bis 70 cm sowie optional auch 23 cm mit einer Sendeleistung von maximal 100 W (50 W auf 70 cm, 10 W auf 23 cm) abdeckt. Er war auch als TS-B2000 in einer „Blackbox“-Variante ohne Bedienelemente zur Fernbedienung mittels eines Computers oder für den Mobilbetrieb unter Verwendung einer externen Bedieneinheit (RC-2000) erhältlich. Ein TNC war ebenfalls integriert, der zum Beispiel zum Empfang des Packet-Radio-DX-Clusters eingesetzt werden konnte, wobei die Daten nicht nur im Display angezeigt, sondern auch zur automatischen Abstimmung des Transceivers auf die gemeldete Frequenz genutzt werden konnten.
Der Transceiver verfügte auch über die nötigen Funktionen zum Betrieb über Amateurfunk-Satelliten wie zum Beispiel einen gekoppelten Dopplershift-Ausgleich. Ein Antennentuner für Kurzwelle und 6 m ist serienmäßig.

### TS-520

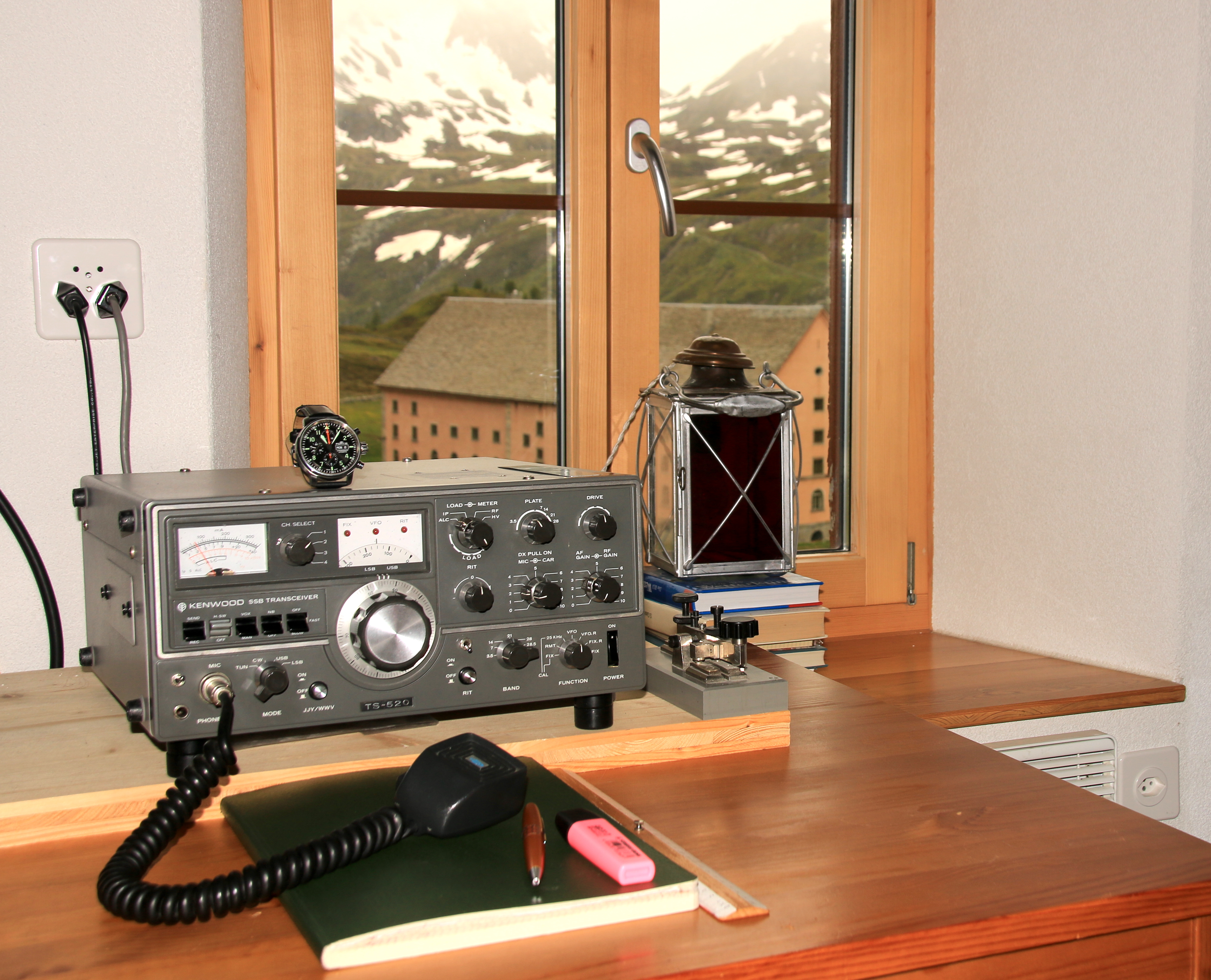
Kenwood TS-520 Amateur-Kurzwellen-Sendeempfänger

Der TS-520 ist ein mit drei Radioröhren bestückter Sendeempfänger für Kurzwellen-Funkamateure und wurde von Kenwood in den späteren 1970er-Jahren gebaut.

### TS-480
Dieser Allmode-Transceiver überstreicht die Bänder 160 m bis 6 m (in der aktuellen Firmwareversion für Europa 40 m sendemäßig bis 7,2 MHz) und ist in zwei verschiedenen Versionen erhältlich: Die Version TS-480HX erreicht mit ihren zwei Endstufenmodulen eine Ausgangsleistung von maximal 200 W, die Version TS-480SAT hat anstelle eines Endstufenmoduls einen Antennentuner eingebaut und erreicht eine Ausgangsleistung von 100 W. Durch zwei getrennt programmierbare Menüeinstellungssätze lässt sich das Gerät leicht an zwei unterschiedliche Einsatzumgebungen anpassen.
Anders als aus der Kurzbezeichnung ersichtlich wurde das Gerät mit starkem Augenmerk für den Mobilbetrieb konzipiert, das Bedienteil kann daher nur abgesetzt betrieben werden, es ist nicht vorgesehen, es direkt am Gerät zu befestigen. Die Verbindung zwischen Display-Einheit und Grundgerät erfolgt über ein mitgeliefertes Kabel mit 6-poligen Westernsteckern. Klappferrite für diese Kabel sowie das Stromversorgungskabel befinden sich im Lieferumfang.
Alle Bedienelemente sowie Display, Kopfhöreranschluss und Lautsprecher befinden sich am Bedienteil, während sich der Mikrofonanschluss (Western-Buchse) am Grundgerät befindet. Somit werden die durch das Mikrofon-Spiralkabel entstehenden mechanischen Kräfte nicht an der Displayeinheit (die bei Fahrzeuginstallation nicht immer ausreichend stabil für diese Belastung montiert werden kann), sondern am Grundgerät (welches sich einfacher stabil im Fahrzeug befestigen lässt) eingeleitet. Bei größerer Entfernung zwischen den beiden Geräteteilen sind ein zusätzliches Verlängerungskabel und mehrere Klappferrite nötig. Da im Mobilbetrieb mit Erschütterungen zu rechnen ist, ist eine schaltbare mechanische Bremseinrichtung für den Hauptabstimmknopf vorhanden.
Am Gerät selbst befinden sich an der Rückseite die beiden Antennenanschlüsse (als Buchsen an kurzen Koaxialleitungen herausgeführt), der (TS-480SAT) bzw. die beiden (TS-480HX) Anschlüsse für die Spannungsversorgung, eine Buchse zur Steuerung eines externen Antennentuners und an der Vorderseite je eine Klinkenbuchse für Morsetaste sowie Keyer, ein serieller Anschluss zur Transceiversteuerung und eine Klinkenbuchse für externen Lautsprecher, eine 6polige-Mini-DIN-Buchse für digitale Betriebsarten sowie eine 8-polige DIN-Buchse zur Ansteuerung weiterer Geräte (wie zum Beispiel externer Endstufen).
In der Europa-Version wird zusätzlich ein „Tragegestell“ mit kurzen Verbindungskabel mitgeliefert, an dem das Gerät und das Bedienteil so montiert werden können, dass es einerseits problemlos mittels eines seitlichen Griffes getragen, andererseits aber auch wie ein konventionelles Stationärgerät aufgestellt und betrieben werden kann, wobei der Winkel des Bedienteils einstellbar ist. (Schwenkbereich eingeschränkt durch Steckverbinder für digitale Betriebsarten, die hinter der Displayeinheit am Grundgerät eingesteckt werden.) Zusätzlich befindet sich ein zweiter Bedienteilhalter im Lieferumfang, so dass die Displayeinheit auch abgesetzt an einer zweiten Position verwendet werden kann.
Über eine kostenlose Software kann der Transceiver über die serielle Schnittstelle – nur unter Verwendung eines Modemkabels ohne proprietäre Hardware oder Pegelwandler – programmiert und ferngesteuert werden. Über ein Nullmodemkabel lässt sich das Gerät mit einem kompatiblen VHF/UHF-Transceiver verbinden und so ebenfalls fernsteuern. Für die Steuerung des Gerätes über das Internet wird ebenfalls eine kostenlose Software angeboten.

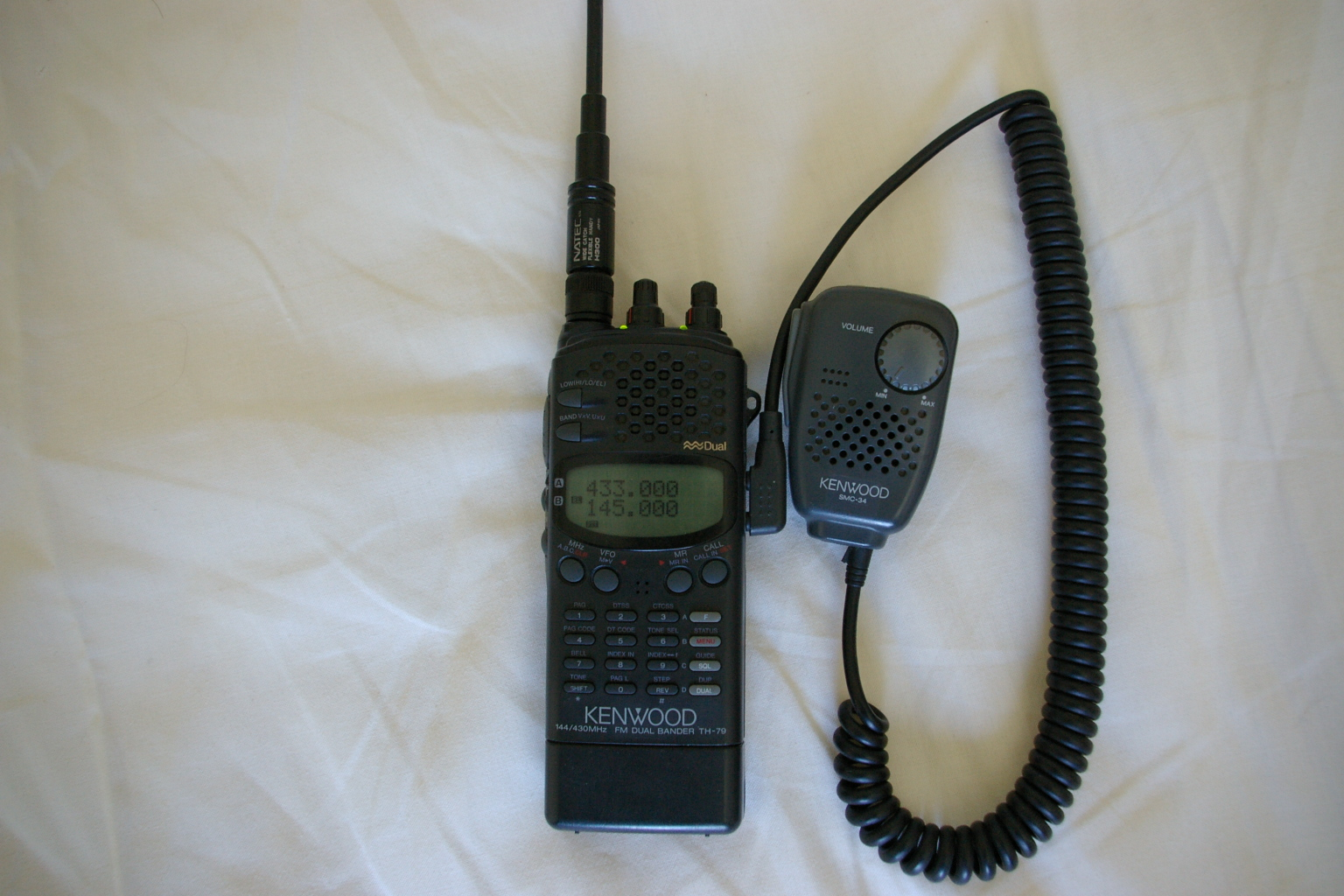
TH-79 mit externem Mikrofon

### TH-79
Handsprechfunkgerät von Kenwood für das 2-m- und 70-cm-Amateurfunkband. Bei jeweils 5 Watt an Ausgangsleistung besteht die Möglichkeit, auf einem Band zu hören, während auf dem anderen gleichzeitig (Duplexverkehr) gesendet wird. Für jedes Band können die Einzellautstärken und der Einsatz der jeweils getrennt wirkenden Rauschsperren-Schwellen getrennt eingestellt werden.

### TH-25, TH-45 und TH-55

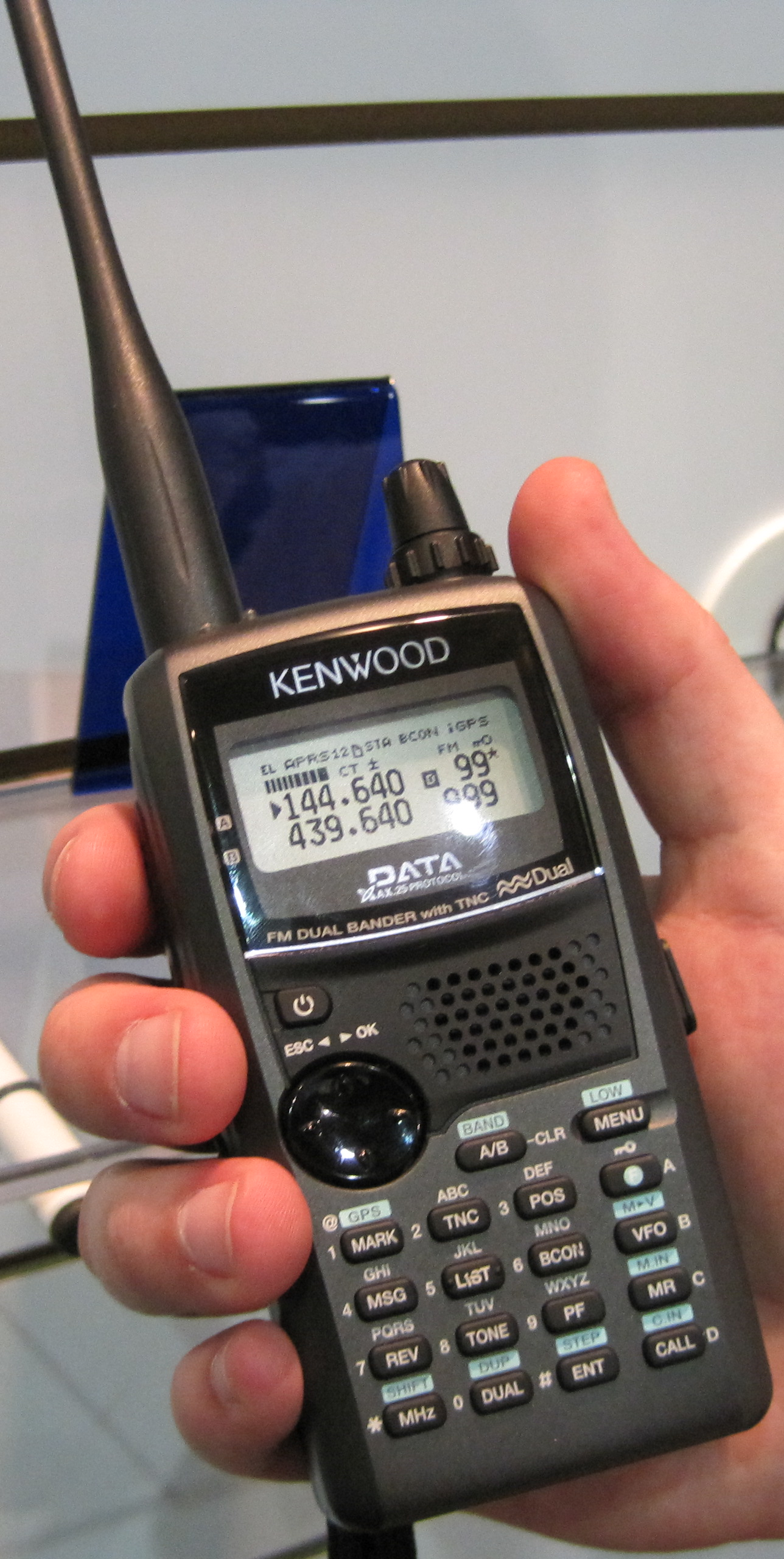
Kenwood TH-D72

Es handelte sich hierbei um mechanisch baugleiche Monoband-FM-Handfunkgeräte. Die 2-m-Band Version TH-25E sowie die 70-cm-Version TH-45E hatten eine Ausgangsleistung von jeweils etwa 5 W, die 23-cm-Band-Version von etwa 1 W. In den Vereinigten Staaten war auch jeweils eine Version mit DTMF-Tastatur erhältlich.

### TH-D72E
Hierbei handelt es sich um ein Duoband-Handfunkgerät für die Amateurfunkbänder 2 m und 70 cm mit integriertem TNC für 1k2- und 9k6-Packet-Radio sowie ausgereifter APRS-Funktionalität. Mit dem standardmäßigen Lithium-Ionen-Akku wird auf beiden Bändern eine Sendeleistung von 5 W erreicht. An Stelle des Akkupacks kann auch ein Batteriefach für 6 Microzellen verwendet werden.
Ein SiRF star III GPS-Empfänger zur Positionsbestimmung ist bereits serienmäßig im Gerät eingebaut. DTMF, CTCSS und DCS sowie VOX sind ebenfalls serienmäßig. Zusätzlich zur APRS-Aussendung (auch mit Smart Beaconing und Voice-Alert-Unterstützung sowie MicE-Modus) kann die zurückgelegte Wegstrecke auch intern aufgezeichnet und über USB auf einen Computer übertragen werden, das Gerät kann also auch als GPS-Logger verwendet werden. Die Transceiver-Funktionen können abgeschaltet werden, um die Betriebszeit als „reines“ GPS-Gerät zu verlängern.
Der Anschluss einer Wetterstation (PeetBros oder Davis) ist möglich, so dass aktuelle Wetterdaten über APRS ausgesendet werden können. Außerdem kann das Gerät auch ohne weitere Hardware als APRS-Digipeater verwendet werden.
Das Gerät kann mittels Passwort gegen unbefugte Benutzung gesichert werden. Über Kenwoods SkyComand-II-System kann man auch einen KW-Transceiver fernsteuern.
Neben Anschlüssen für Mikrofon und Lautsprecher befinden sich auf der rechten Geräteseite auch eine serielle Schnittstelle, an die zum Beispiel externe GPS-Empfänger angeschlossen werden können, sowie ein USB-Anschluss, über den das Gerät mittels einer kostenfreien Software programmiert werden kann. Der interne TNC ist im KISS-Modus ebenfalls über diesen USB-Anschluss nutzbar.

### TH-D74

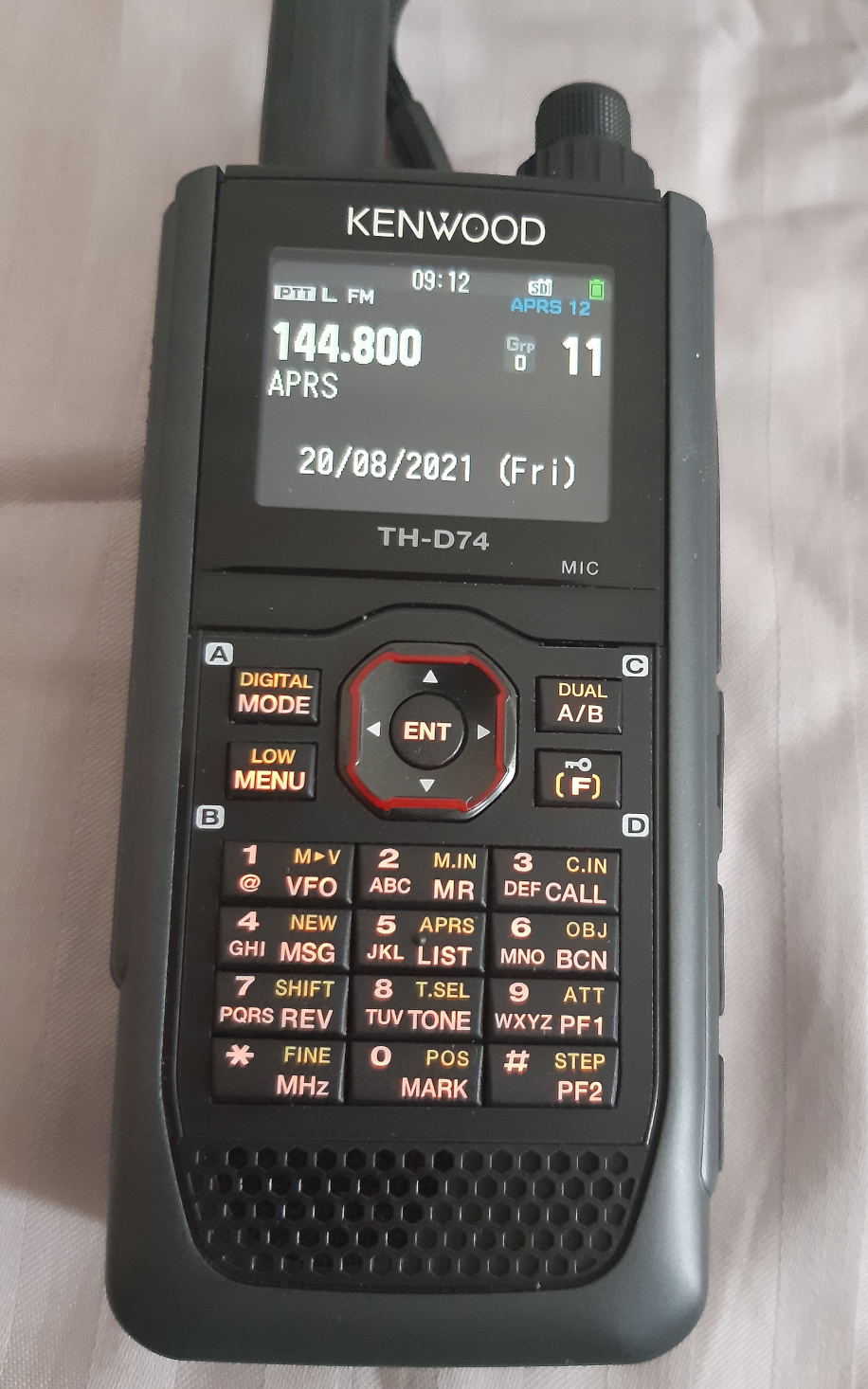
Kenwood TH-D74E

Das Mitte 2016 vorgestellte TH-D74 ist das erste Handfunkgerät von Kenwood, welches die digitale Betriebsart D-STAR unterstützt. Daneben verfügt es über eine dem TH-D72 vergleichbare APRS-Funktionalität. Die Ausgangsleistung im 2-m-Band beträgt maximal 5 Watt, im 70-cm-Band 4 Watt. Es verfügt über ein Farbdisplay sowie eine Bluetooth-Einheit zur Audio-Übertragung. Der Empfangsbereich erstreckt sich von 0,1 … 540 MHz, mit den Betriebsarten FM, SSB und AM (76 … 108 MHz nur WFM). Zum Anschluss der Antenne dient eine SMA-Buchse, eine Ferritantenne für die unteren Bänder ist integriert. Daten können mittels einer Micro-SD-Karte sowie USB-Schnittstelle ausgetauscht werden.

### TH-K2E und TH-K4E
Hierbei handelt es sich um Monoband-Geräte für das 2-m- (TH-K2E) bzw. 70-cm-Band (TH-K4E) mit einer Ausgangsleistung von jeweils 5 Watt. Als Besonderheit verfügen sie jeweils über eine VOX-Schaltung. Antennen werden über SMA-Buchsen angeschlossen. Eine DTMF-Tastatur ist in der Standardausführung nicht vorhanden.

### TH-F7E

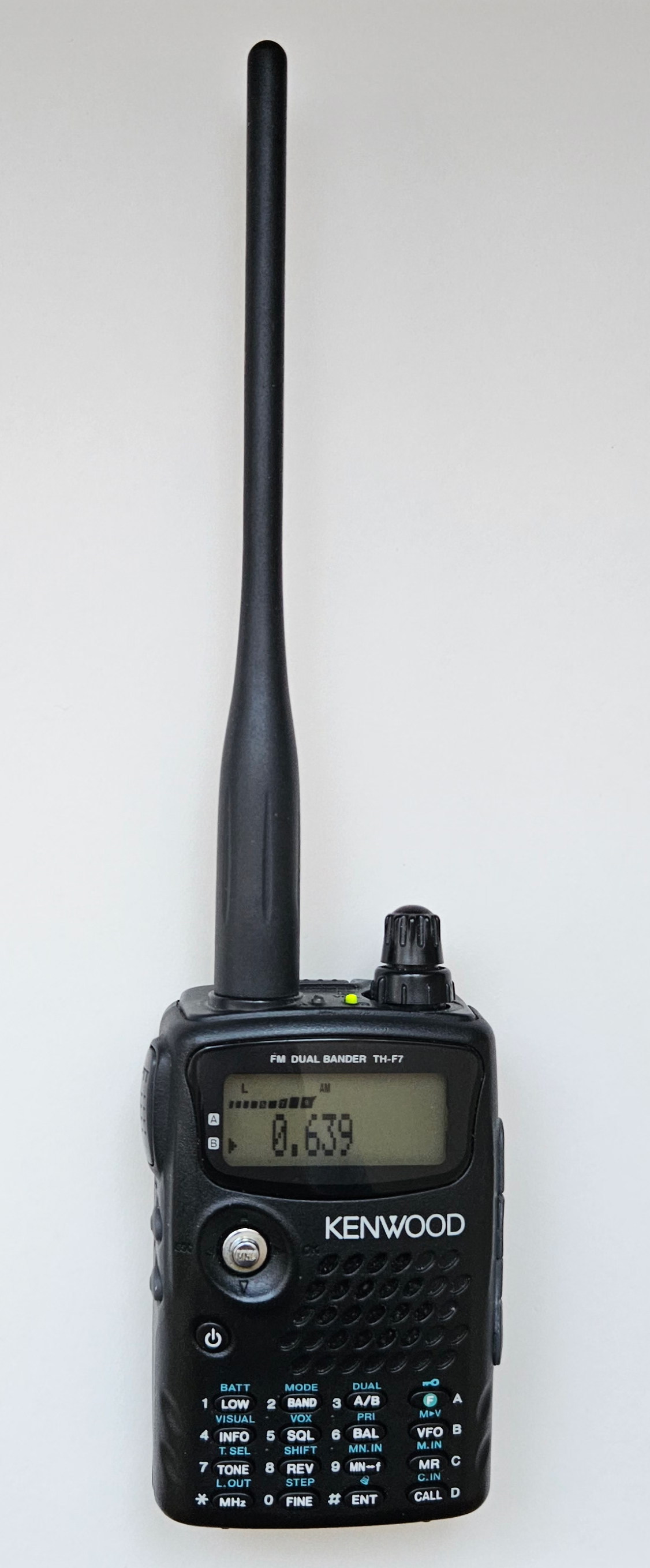
Kenwood TH-F7E

Ein sehr kompaktes Duoband-Handfunkgerät mit 5 Watt Ausgangsleistung. Die Antenne wird über eine SMA-Buchse angeschlossen. Die Stromversorgung erfolgt über einen Lithium-Ionen-Akku. Als Besonderheit ist über die normalen Lautsprecher- und Mikrofonbuchsen auch Packet Radio mit einer Datenrate von 9k6 möglich. Aufgrund der internen Umschaltung auf 9k6, bei der unter anderem sowohl das Demodulator-Signal direkt auf den Lautsprecheranschluss geschaltet als auch die Rauschsperre deaktiviert wird, ist kein Phonie-Betrieb möglich, während 9k6-Packet-Radio-Betrieb eingestellt ist. Eine Programmierung des Gerätes über die Mikrofon- und Lautsprecherbuchse ist unter Verwendung eines Datenkabels möglich.
Außerdem verfügt es über einen Allmode-Zweitempfänger (Betriebsarten FM/FM-W/FM-N/AM und SSB/CW) von 100 kHz bis 1300 MHz (SSB/CW nur bis 470 MHz) sowie eine integrierte Ferritantenne für Empfangsfrequenzen unter 10 MHz.
Auch dieses Gerät ist mit einer VOX ausgestattet. Die DTMF-Tastatur ist ebenso wie CTCSS serienmäßig.

### TH-D7E
Bei diesem Handfunkgerät ist ein TNC für Packet Radio bereits integriert, so dass sich mit diesem Gerät z. B. DX-Cluster-Meldungen mitlesen lassen oder APRS (mit angeschlossenem GPS-Gerät auch sendeseitig) möglich ist. Außerdem war mit einer externen Kamera SSTV-Betrieb möglich.

### TM-V7
Dieses Mobilfunkgerät von Kenwood für das 2-m- und 70-cm-Band wird aufgrund der blauen Hintergrundbeleuchtung, die bei seiner Einführung noch ein Alleinstellungsmerkmal war, oft umgangssprachlich als „das blaue Wunder“ bezeichnet. Es steht eine Ausgangsleistung von 50 Watt auf 2 m und 35 Watt auf 70 cm zur Verfügung.

### TM-D710E bzw.TM-D710GE
Wie aus der Bezeichnung ersichtlich, handelt es sich um Mobilfunkgeräte. Sie erzielen eine Ausgangsleistung von 50 W auf dem 2 m- sowie auf dem 70 m-Amateurfunkband.
Das E in der Typbezeichnung kennzeichnet die europäische Variante (mit angepassten Bandgrenzen), während der Zusatz G auf den – im Fall des TM-D710GE im Bedienteil – integrierten GPS-Empfänger hinweist. Beim TM-D710E fehlt dieser und es muss demnach zur Positionsbestimmung ein externer GPS-Empfänger verwendet werden, der am Bedienteil angeschlossen wird. Wie das D im Namen bereits ersichtlich macht, ist ein TNC für Packet Radio – hier für 1k2 und 9k6 – und APRS serienmäßig eingebaut. Dieser kann über einen Anschluss am Bedienteil angesprochen werden.
Die Empfänger überstreichen jeweils den Bereich von 118 MHz bis 524 MHz sowie 800 MHz bis 1300 MHz.
Die Farbe der Hintergrundbeleuchtung ist jeweils zwischen grün und bernstein umschaltbar, die Helligkeit kann in mehreren Stufen geschaltet oder automatisch angepasst werden. Die Bedienteile sind vom Grundgerät abgesetzt, es ist nicht vorgesehen, sie direkt am Gerät zu betreiben. Am Gerät selbst befinden sich an der Rückseite zwei Lautsprecheranschlüsse, eine 6-polige Mini-DIN Buchse für einen externen TNC bzw. NF-Signale beim Betrieb als Echolink-Gateway, eine 8-polige Mini-DIN-Buchse zum Anschluss an die serielle Schnittstelle eines PCs sowie eine N-Antennenbuchse. Das Mikrofon mit 16er Tastatur wird seitlich am Grundgerät angeschlossen.

## OM Power

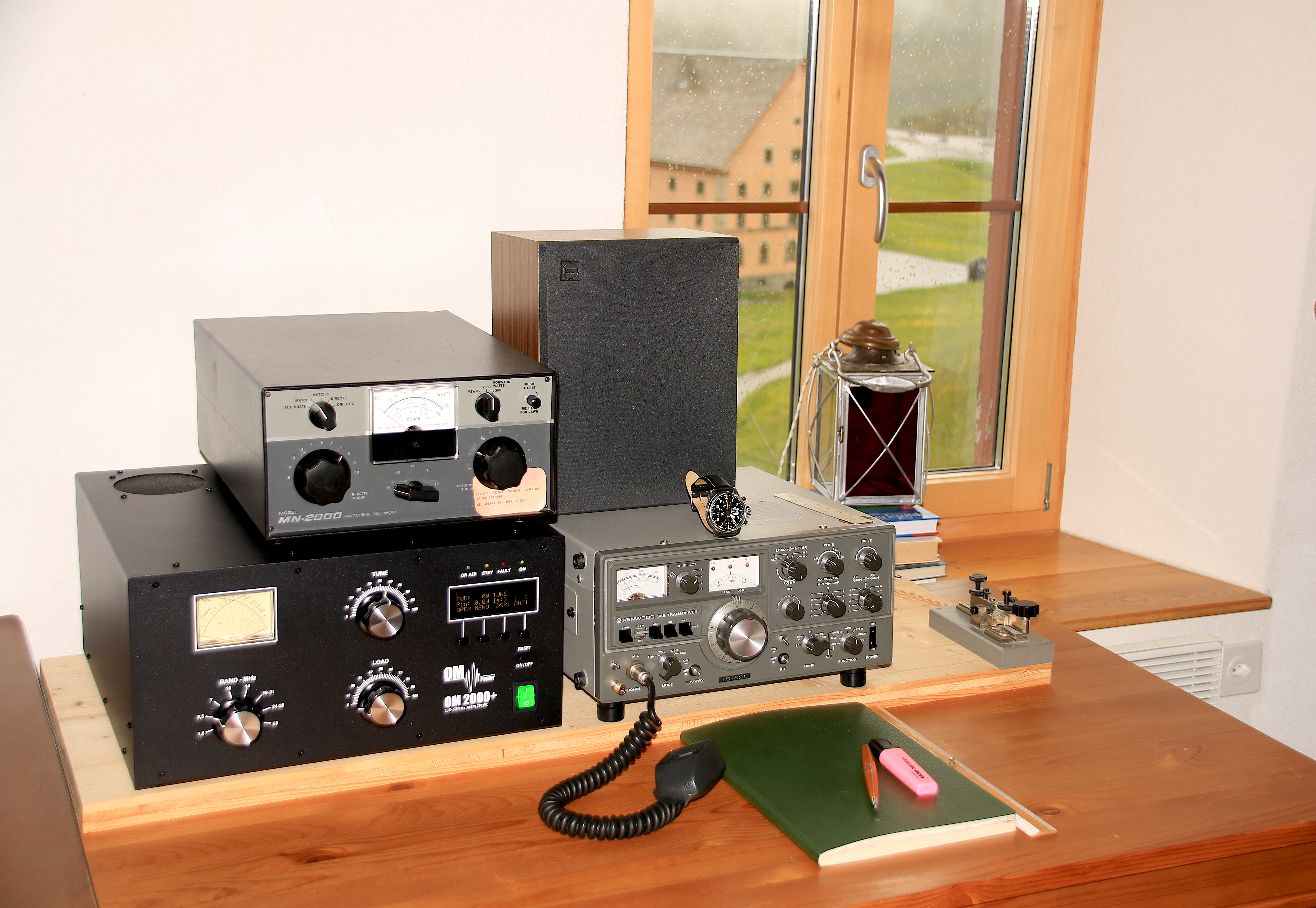
Linearverstärker OM2000+ (links) für alle Kurzwellenbänder der Funkamateure. Hier von einem TS-520 Sendeempfänger angesteuert

### OM2000+ Linearverstärker
Der OM2000+ ist ein Linearverstärker der Firma OM Power, der alle Frequenzbänder der Kurzwellenfunkamateure abdeckt. Der Verstärker hat eine Verstärkung von 15 dB und eine maximale Ausgangsleistung von 2000 Watt. Die eingesetzte Elektronenröhre ist die luftgekühlte, keramische Tetrode FU-728F.

## QRP Labs
Diese Firma liefert hauptsächlich Bausätze, unter anderem modular aufgebaute Kleinleistungssender.

### Ultimate 3 QRSS/WSPR
Dieser Sender beherrscht verschiedene Betriebsmodi zum Studium der Ausbreitungsbedingungen wie zum Beispiel QRSS, Opera oder WSPR mit einer Ausgangsleistung von etwa 250 mW. Gesteuert wird das Gerät von einem ATmega328-Mikrocontroller. Die Frequenzaufbereitung erfolgt mittels eines DDS-Moduls. Für die spektrale Reinheit wird ein steckbarer LC-Tiefpass siebter Ordnung verwendet. Optional kann auch eine Relais-Umschaltplatine für fünf zusätzliche dieser Filter eingebaut werden, so dass ein Mehrbandbetrieb möglich ist. Positionsbestimmung, Zeitsynchronisation sowie Frequenzkalibration sind mittels eines seriellen GPS-Empfängers möglich.

### Ultimate 3S QRSS/WSPR
Hier wird an Stelle einer DDS ein programmierbares Taktgenerator-Modul verwendet.

## Retevis
Wenngleich kein Hersteller originärer Amateurfunkgeräte werden die Betriebsfunkgeräte des chinesischen Herstellers – speziell für DMR – nach entsprechender Programmierung von Funkamateuren verwendet.

### RT3
Der Arbeitsbereich dieses Handfunkgerätes erstreckt sich auf den Bereich 400 – 480 MHz, somit kann es mit entsprechendem Codeplug im 70 cm-Amateurfunkband verwendet werden.
Teilweise wird auch eine für den Amateurfunk modifizierte Firmware verwendet, mit der zum Beispiel alle Gespräche eines Zeitschlitzes gehört werden oder Einstellungen, die sonst nur über die Programmiersoftware vorgenommen werden können, auch am Gerät selbst getätigt werden können.
Programmierbar sind 1000 Kanäle, innerhalb einer Zone können bis zu 16 Kanäle gruppiert werden, die mittels des 16-stufigen Drehstellers an der Oberseite ausgewählt werden. Die Ausgangsleistung beträgt 5 Watt (auf 1 Watt reduzierbar), als Antennenanschluss dient eine SMA-Buchse.

## Standard Radio Corporation

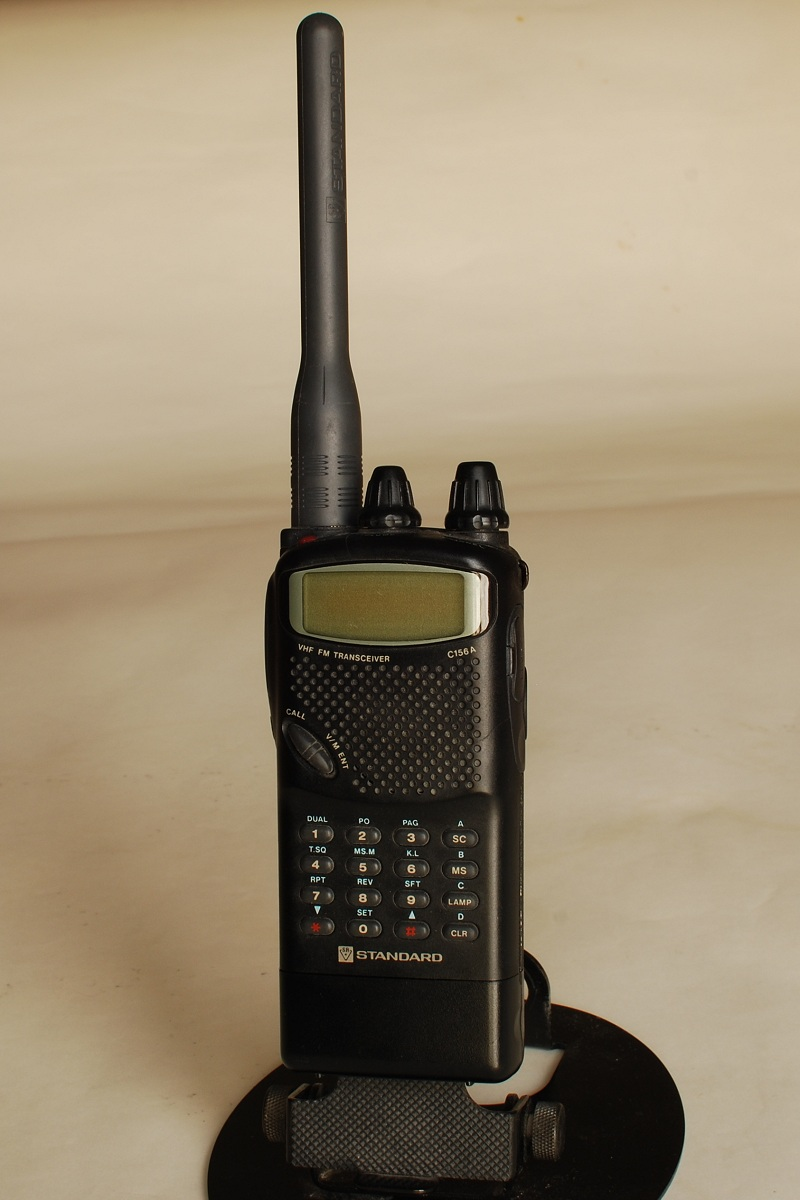
Standard-C156

### C156

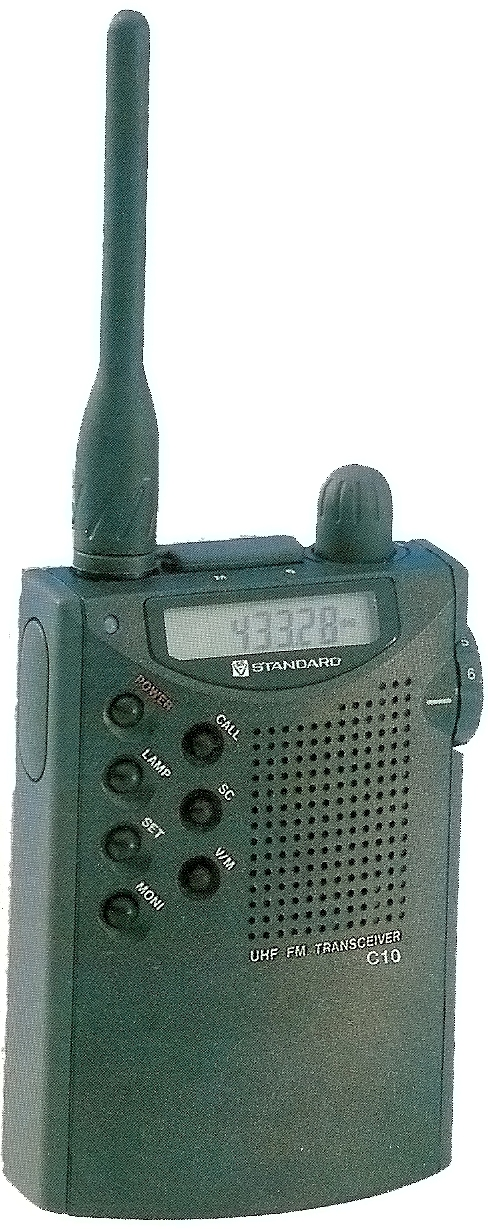
Das Gehäuse des C401 war baugleich zu dem hier dargestellten LPD-Gerät

Es handelt sich hierbei um ein 2-m-Monoband-Gerät aus den 1990er Jahren. Die maximale Ausgangsleistung betrug 5 Watt. DTMF und CTCSS waren serienmäßig. Als Antennenanschluss dient eine BNC-Buchse.

### C401
Beim C401 handelt es sich um ein sehr kleines Handfunkgerät für das 70-cm-Band mit einer Ausgangsleistung von 230 mW. Die Stromversorgung erfolgte über zwei Mignon-Batterien.

### C500
Das Standard C500 war ein FM-Duoband-Handfunkgerät für die Amateurfunkbänder 2 m und 70 cm mit einer Ausgangsleistung von etwa 5 Watt.
Die Frequenz konnte über eine 10er-Tastatur eingegeben werden. Der Speicher umfasste 20 Plätze. Vollduplex-Betrieb war im Crossband-Modus möglich eingeschränkt (Gefahr der Rückkopplung, Beachtung der Harmonischen, hoher Stromverbrauch). Mikrofon und Lautsprecher konnten über 2,5 mm- und 3,5 mm-Klinkenbuchsen angeschlossen werden.

### C510
Die Markteinführung dieses etwa 60 mm × 100 mm × 30 mm großen Gerätes mit vollständiger DTMF-Tastatur erfolgte im Jahr 1997. Bei Bestückung mit Alkali-Mangan-Batterien erreicht es auf den 2-m- und 70-cm-Amateurfunkbändern eine Ausgangsleistung von einem Watt sowie bei normalem Betrieb eine Betriebsdauer von etwa 20 Stunden. Die Antenne wird mittels SMA-Buchse angeschlossen. Dieses Handfunkgerät konnte über eine Steckverbindung am Boden und ein Interfacekabel an einen speziellen „Booster“ angeschlossen werden, wodurch eine Sendeleistung von 50 W auf 2 m und 35 W 70 cm an einer externen Antenne erreicht werden konnte. Der Booster übernahm dann auch die Stromversorgung des Gerätes, der interne Antennenanschluss wurde automatisch deaktiviert.

### C710
Die Markteinführung dieses Gerätes mit vollständiger DTMF-Tastatur erfolgte Ende 1997. Das Gehäuse entspricht dem des C510. Die Antenne wird auch bei diesem Gerät mittels SMA-Buchse angeschlossen.
Es ermöglicht FM-Funkbetrieb auf den Amateurfunkbändern 2 m und 70 cm mit einer Sendeleistung von etwa 3 W sowie auf 23 cm mit etwa 0,5 W. Wie beim C510 befindet sich eine spezielle Anschlussbuchse auf der Standfläche.

### C528
Handsprechfunkgerät für das 2-m- und 70-cm-Amateurfunkband. Das Nachfolgemodell des erfolgreichen C 500 war für viele Funkamateure nach der Grenzöffnung zur DDR das erste westliche Handfunkgerät. Der standardmäßig auf die Amateurfunkbänder beschränkte Frequenzbereich war auf Wunsch erweiterbar. Bei 5 Watt Ausgangsleistung besteht die Möglichkeit, auf einem Band zu hören, während auf dem anderen gesendet wird. Für jedes Band kann Lautstärke und Rauschsperre getrennt eingestellt werden. Durch die Crossband-Funktion ist es möglich, das Gerät als Mini-Umsetzer zu betreiben.

### C628
Baugleich zum C528, jedoch für das 70-cm- und 23-cm-Band.
Dieses Gerät war 1991 das weltweit erste Duoband-Gerät für 70 cm und 23 cm.
Auf 23 cm liefert das C628 noch immer 2,5 W und verfügt über einen hervorragenden Empfänger.

## Teltow

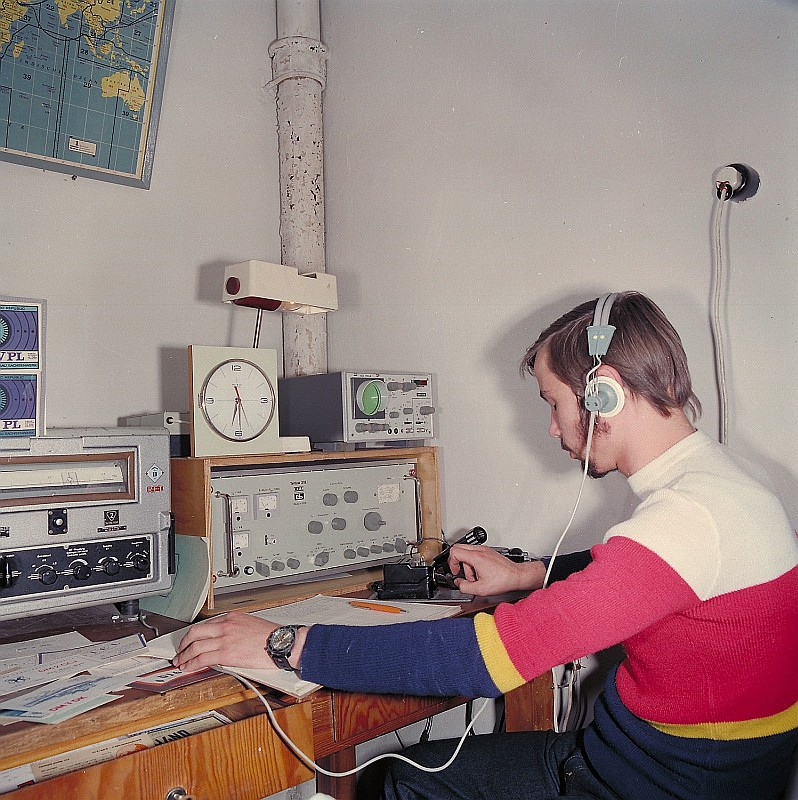
Funkamateur im Jahre 1978 an einem Teltow 215B

Der Teltow ist ein Amateurfunk-Transceiver, welcher von 1970 bis 1989 in vier verschiedenen Versionen im brandenburgischen Teltow entwickelt und hergestellt wurde.
Ursprünglich in den Jahren 1970 und 1971 durch örtliche Funkamateure für die Teltower Klubstation als Eigenbau konzipiert und gefertigt, kam es ab 1974 im VEB Kombinat Elektronische Bauelemente (KEBT) zur Serienfertigung des Transceivers und er wurde auf die verschiedenen Klubstationen im Land verteilt.
Über fast zwei Jahrzehnte wurde der Teltow auf dem Gebiet der DDR so zum prägenden Kurzwellen-Funkgerät im Amateurfunk. Fragen zur Bedienung, Umgang und Technik des Transceivers, insbesondere des Teltow 215, fanden Einzug in die Amateurfunkprüfung und wurden dort zum festen Bestandteil.
In Einzelfertigung wurden der Teltow 200 und der Teltow 205 hergestellt. In Serienfertigung entstanden der Teltow 210 sowie der Teltow 215.

## Ten-Tec
Ten-Tec ist eine Firma in Sevierville, USA
- Ten-Tec OMNI-VII+
- Ten-Tec Argonaut VI
- Ten-Tec Rebel
- Ten-Tec Patriot
- Ten-Tec 599AT EAGLE

## Wouxun
Unter dem Markennamen Wouxun werden Geräte des chinesischen Herstellers Quanzhou Wouxun Electronics Co., Ltd vermarktet. In Deutschland werden die Geräte durch eine Vertriebs-Firma unter dem Handelsnamen „Team Tecom“ für die Jedermansfunk-Bänder und als Betriebsfunkgeräte angeboten.

### KG-UVD1P

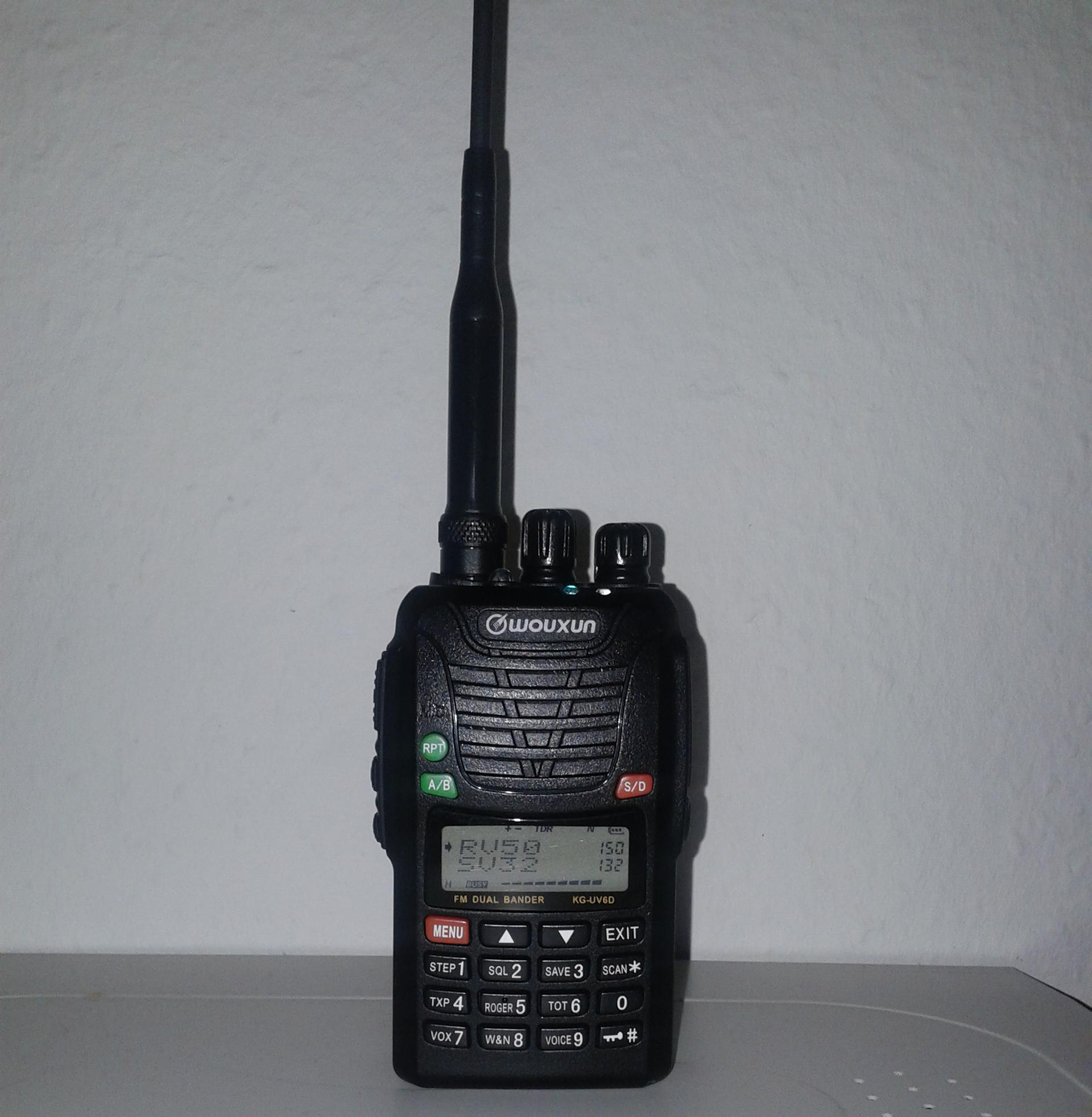
KG-UV6D

Das Wouxun KG-UVD1P ist ein 2-m-/70-cm-Dualband-Amateur-Handfunkgerät, welches von einem chinesischen Hersteller auf den Markt gebracht wurde.
Für internationale Einsätze kann der Frequenzbereich von 144 – 146 und 430 – 440 MHz (sende- und empfangsseitig) auf einen größeren Frequenzbereich erweitert werden. In Ländern, in denen dies zugelassen ist, kann das KG-UVD1P auch in verschiedenen anderen Kombinationen arbeiten. Ab Werk bereits voreingestellt sind die Bereiche 136 – 174 und 400 – 470 MHz.
Dualband- oder Doppel-Monoband-Betrieb mit 5 Watt Sendeleistung und 128 Speicherkanälen, CTCSS / DCS und 6,25 kHz-Frequenzraster entsprechen dem aktuellen Standard, zudem kann das KG-UVD1P bänderübergreifenden Halbduplex-Betrieb durchführen und empfängt UKW-Radio. AM oder SSB ist jedoch nicht möglich. Die Mikrofonverdrahtung entspricht der Kenwood-Norm (K-Norm), also ein dreipoliger 3,5-mm-Klinkenstecker für das Mikrofon und ein dreipoliger 2,5-mm-Klinkenstecker für den Audioausgang. Die nicht belegten Pin-Kontakte am 2,5-mm.Stecker (Mitte) werden für Datenübertragung-I/O für Interfaces oder direkt als Datenport zwischen zwei Geräten verwendet. Das Gerät wird standardmäßig mit einem 1300-mAh-Li-Ion-Akku vertrieben.

### KG-UV6D

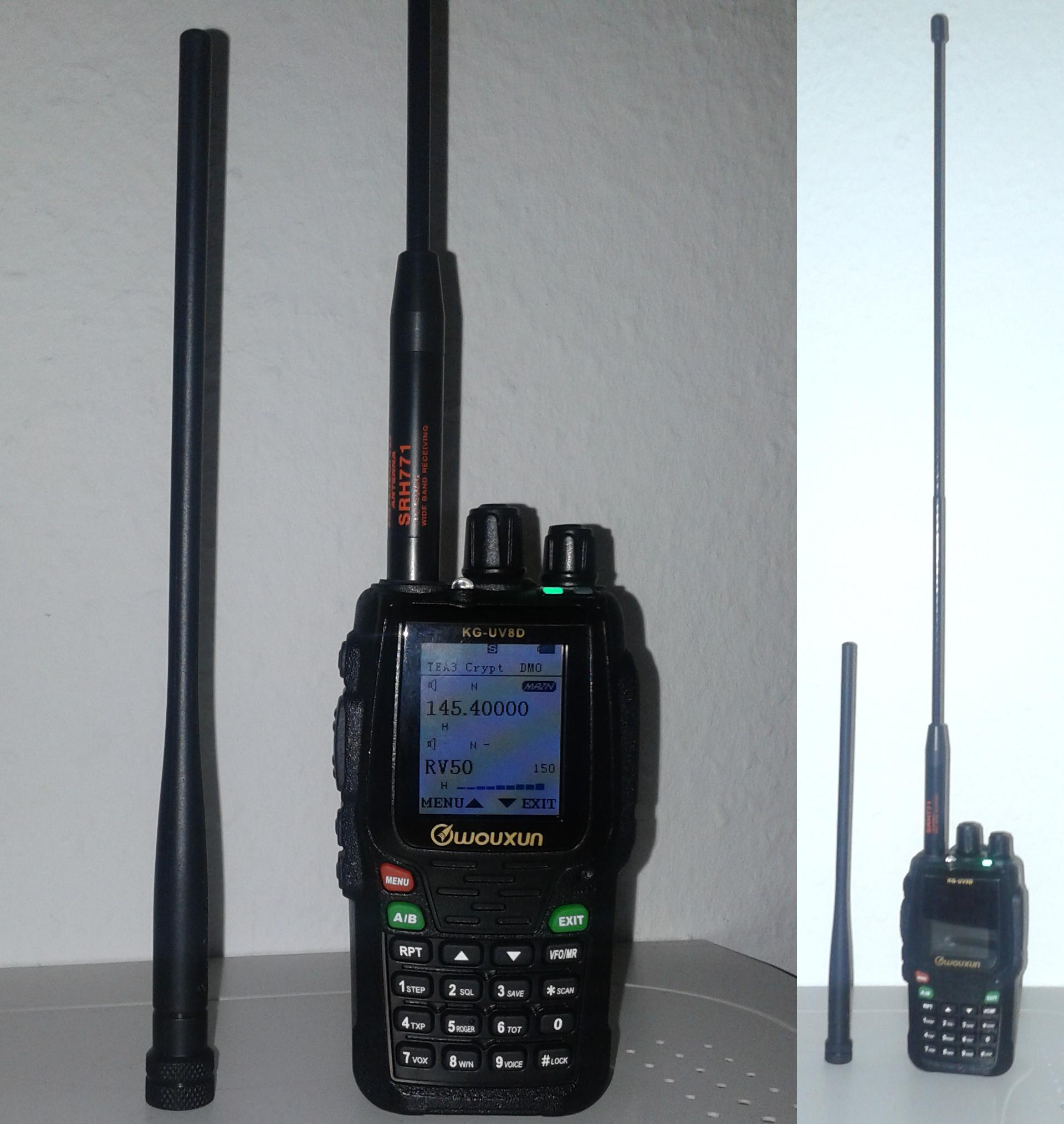
Wouxun KG-UV8D

Das KG-UV6D bietet ein breites Frequenzband (z. B. 400 – 520 MHz auf dem 70-cm-Band) und zudem Funktionen, wie etwa eine Sprachausgabe für die Anzeige und DTMF, SOS-Funktion und zwei getrennte Empfänger und eine LED-Taschenlampenfunktion. Das „UV“ in der Modellnummer steht für UHF / VHF und das „D“ für Dualband-Empfänger.
Vom KG-UV6D gibt es zwei Versionen: die herkömmliche 2-m-/70-cm-Version (je nach Modell 400 – 480, 430 – 440, 350 – 470, 420 – 520 MHz oder im 1,25-Meter-Band 222–225 MHz statt 70-cm-Band) und die spezielle 4-m-/2-m-Version mit 66 – 88 MHz. Es gibt auch noch eine 4-m-/70-cm-Version mit 66 – 88 und 400 – 480 MHz. Die Frequenzen lassen sich nur ab Werk bestimmen. Das KG-UV6D ist mit 199 alphanumerischen Speicherkanälen (A–Z, 0–9), Mikrofonanschluss in Kenwood-Norm wie bei dem KG-UVD1P und standardmäßig mit 1700-mAh-Li-Ion-Akku ausgestattet.

### KG-UV8D
Die Nachfolgeversion des KG-UV6D ist das KG-UV8D mit 999 alphanumerischen Speicherkanälen und einen per Software erweiterbaren Frequenzbereich, von insgesamt 134 – 174 MHz und 400 – 519 MHz. Im Gegensatz zum UV6D ist dieses Modell nur in einer 2-m-/70-cm-Dualband-Variante verfügbar. Die Ausgangsleistung beträgt im 2-m-Band 5 Watt und im 70-cm-Band 4 Watt standardmäßig wird es mit einem 1700-mAh-Li-Ion-Akku ausgeliefert. Der Mikrofonanschluss ist in Kenwood-Norm wie bei dem KG-UVD1P ausgeführt.

## Yaesu

### FT-290/FT-690/FT-790 R bzw. R II
Hierbei handelte es sich um tragbare Monoband-Allmodegeräte. Beim FT-290 handelte es sich um ein 2-m-Gerät, beim FT-690 um ein 6-m-Gerät und beim FT-790 um ein 70-cm-Gerät.
Diese Geräte gab es in mehreren Generationen, wobei die erste Generation durch das R hinter der Typzahl, die zweite Generation durch den Anhang R II (R2) gekennzeichnet wurde.
Die maximale Ausgangsleistung beim FT-790R betrug 1 Watt, bei allen anderen Geräten dieser Bauserien 2,5 Watt. Die Geräte verfügten über jeweils zehn Speicherkanäle. Bei den Geräten der zweiten Generation konnte das Batteriegehäuse abgenommen und an seiner Stelle jeweils eine Endstufe mit 25 Watt Ausgangsleistung montiert werden. Bei Geräten der zweiten Generation betrug die minimale Abstimmschrittweite in SSB bzw. CW 25 Hz, in FM je nach Länderversion 5 kHz bzw. 12,5 kHz, wobei die Frequenz nicht auf das FM-Raster gerundet wurde, wenn beim Speicherbetrieb auf die Betriebsart FM umgeschaltet wurde. (Durch erneutes Speichern konnte man somit in den Speichern die 25 Hz Frequenzauflösung nutzen.)
Bei den Geräten der ersten Generation wurde die Betriebsart (LSB/USB/CW/FM positive Relaisablage/FM Simplex/FM negative Relaisablage) sowie die Wahl des Speicherkanals über getrennte rastende Drehwähler vorgenommen, während bei der zweiten Generation hierfür Drucktasten vorgesehen waren. Die Geräte verfügten jeweils über ein analoges S-Meter neben dem LC-Display.
Das Mikrofon wurde jeweils über einen 8-poligen Rundstecker angeschlossen, Lautstärke und Rauschsperre über koaxiale Drehregler bedient. Für die Frequenzeinstellung war jeweils ein Drehgeber an der Frontseite angeordnet, Geräte der zweiten Generation verfügten außerdem über einen Clarifier-Drehregler mit rastender Mittelstellung. Der Lautsprecher befand sich jeweils an der Oberseite der Geräte.
Durch Alterung von Bauteilen können Frequenzverschiebungen bei der Aufbereitung des SSB-Sendesignals auftreten. Dies zeigt sich häufig in Modulationsproblemen auf einem Seitenband.

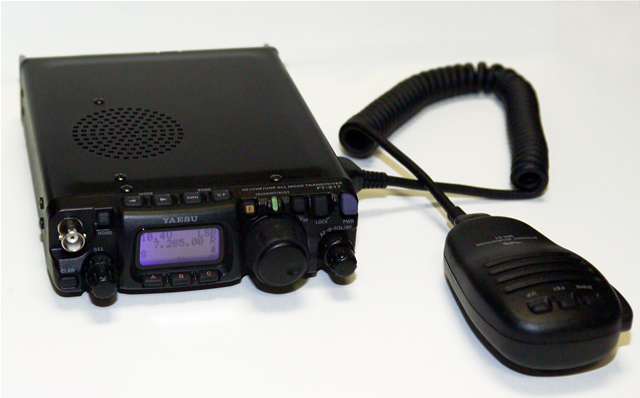
Yaesu FT-817

### FT-817/FT-817ND
Es handelt sich nicht um ein typisches Mobilgerät, sondern um ein tragbares Gerät (ähnlich wie die vorgenannten FT290/690/790).
Es arbeitet auf den Bändern von 160 m bis 70 cm in allen Betriebsarten mit eher geringer Ausgangsleistung von 5 Watt. Die Belegung der beiden Antennenbuchsen (vorne BNC, hinten PL) kann über Menü getrennt für Kurzwelle, 6 m, 2 m und 70 cm eingestellt werden. Ein Antennentuner ist nicht eingebaut. Der Empfänger ist sehr empfindlich, neigt jedoch bei starken Signalen zum Übersteuern.
Die Spannungsversorgung kann extern über einen Hohlstecker oder über einen ins Gerät eingelegten Akku- beziehungsweise Batteriepack erfolgen.
Das Mikrofon wird über einen 8-poligen Westernstecker angeschlossen. Morsetasten können über eine Klinkenbuchse an der Rückseite angeschlossen werden. Auf Grund der im Gerät integrierten Keyer-Elektronik können auch Squeeze-Tasten benutzt werden. Packet Radio ist in den mit Symbolraten von 1200 und 9600 Baud mit einem externen TNC möglich, der über eine 6-polige Mini-DIN-Buchse an der Rückseite angeschlossen wird. Dieser Anschluss ermöglicht auch weitere digitale Betriebsarten wir zum Beispiel PSK31. Eine weitere Buchse ermöglicht über CAT die Steuerung weiterer Geräte wie zum Beispiel Endstufen oder externer Antennentuner sowie die Programmierung und Steuerung des Gerätes über einen Computer.
Aufgrund des fehlenden e-Zeichens (ECE-Prüfzeichen) ist der Einbau in Fahrzeuge teilweise kritisch zu sehen, da momentan die e-Zulassung für Funkgeräte gesetzlich zwar nicht mehr, aber in den Einbauhinweisen vieler Fahrzeughersteller noch immer gefordert wird.

### FT-818ND
Das äußerlich unveränderte Nachfolgemodell des FT-817 überstreicht zusätzlich das 60-m-Band und hat eine auf 6 W vergrößerte Ausgangsleistung.

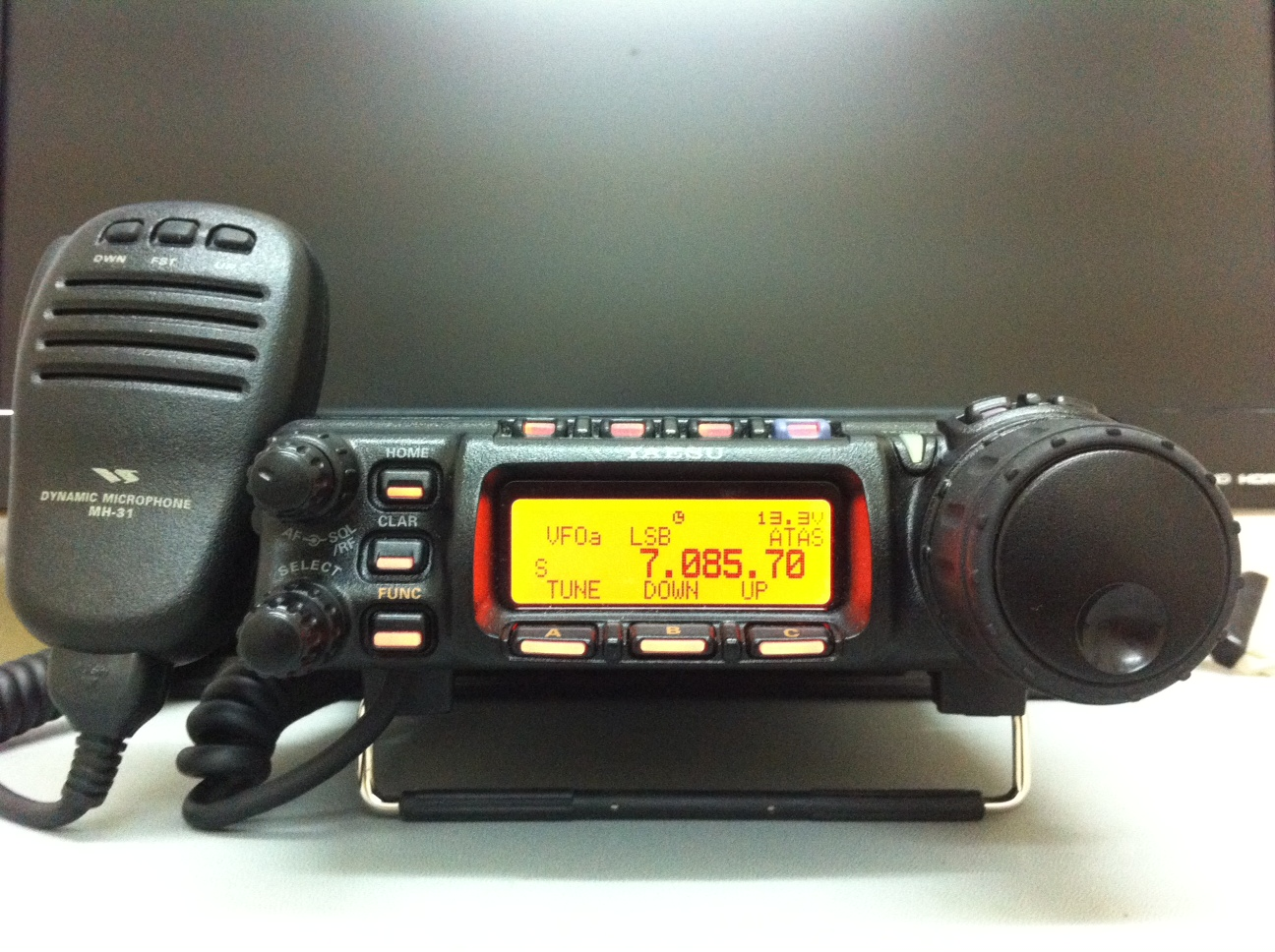
FT-857

### FT-857
Es handelt sich auch hier nicht um ein typisches Mobilgerät, sondern ein mobiltaugliches Allmode-Gerät für die Bänder von 160 m bis 70 cm. Im Kurzwellenbereich beträgt die Ausgangsleistung 100 Watt, im 2-m-Band 50 Watt und im 70-cm-Band 20 Watt. Die Frontblende ist abnehmbar.

### FT-897
Dieses Gerät entspricht technisch weitgehend dem vorgenannten FT-857, jedoch ist das Gerät stärker für den stationären Einsatz konzipiert, das heißt, das Gehäuse ist größer und bietet mehr Platz für ergonomischere Bedienelemente. Es besteht die Möglichkeit, entweder Akkumulatoren für den Portabelbetrieb oder ein spezielles Schaltnetzteil im Gerät zu montieren, ein automatischer Antennentuner kann an der linken Geräteseite angeschraubt werden.

### FT-1000MP Mark-V

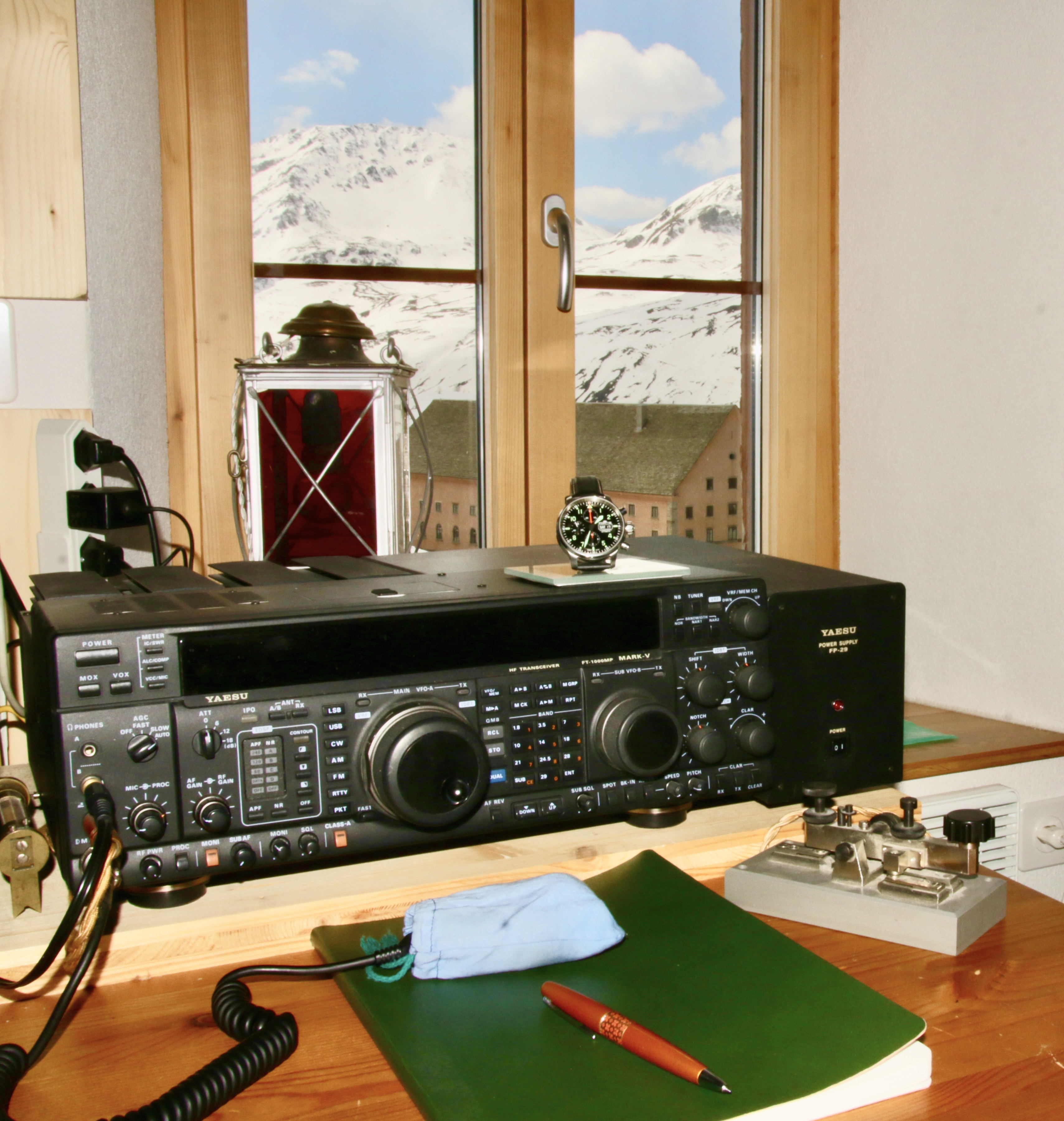
Der Yaesu FT1000MP Mark-V Sendeempfänger (Mitte). (Links im Bild eine Linearverstärker)

Ein Sendeempfänger für die Amateur-Kurzwellenbänder mit einer maximalen Ausgangsleitung von 200 Watt.

### FT-2800

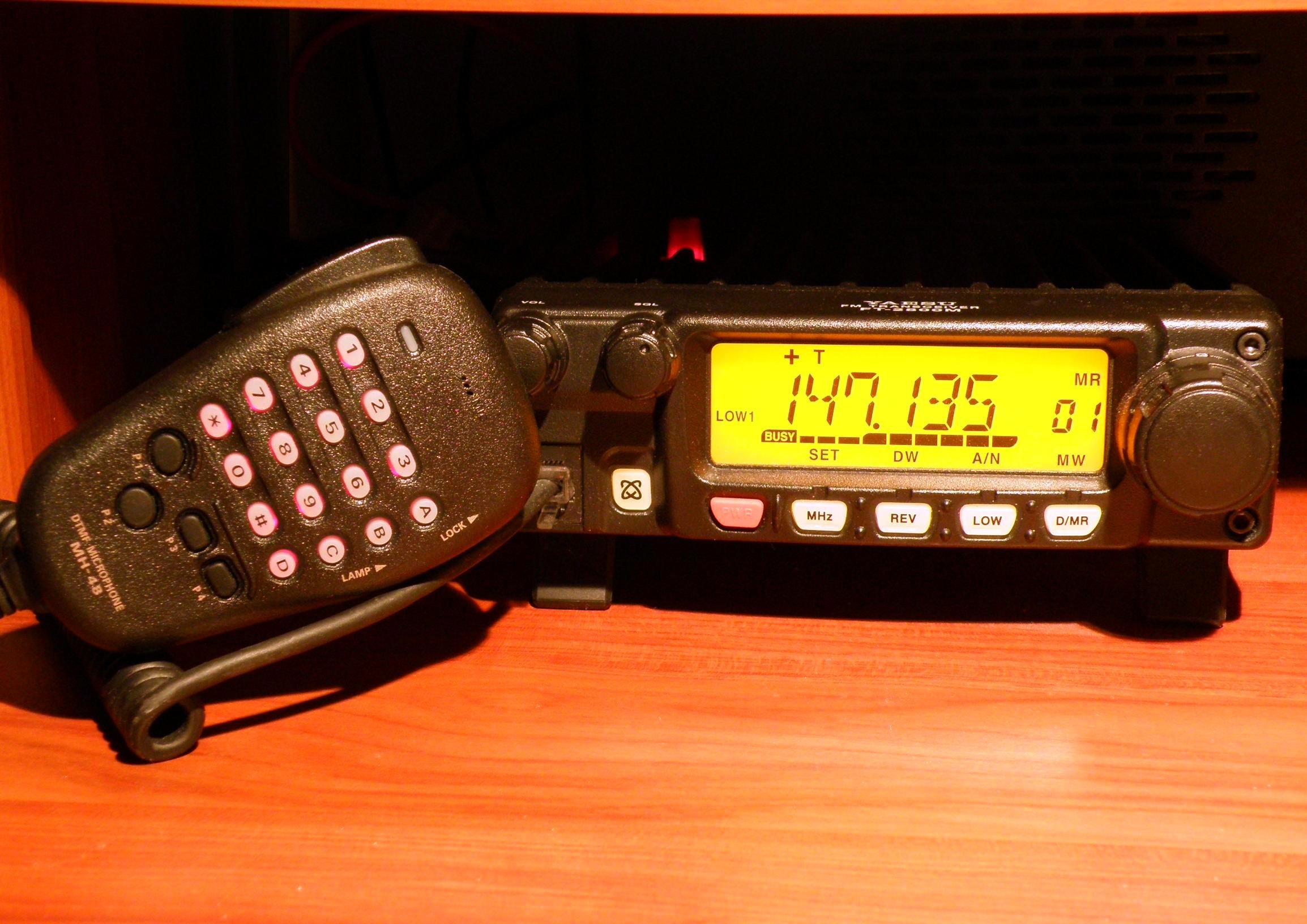
Yaesu FT-2800

Die Leistung dieses rein passiv gekühlten (lüfterlosen) 1,8 kg schweren FM-Amateurfunkgerätes für das 2-m-Band kann in vier Stufen bis maximal 65 Watt eingestellt werden. Beim Abspeichern eines Kanals werden nicht nur die Frequenz mit Relaisablage sowie CTCSS- bzw. DCS-Einstellung, sondern – wie bei den anderen aktuellen Yaesu-Geräten – auch die jeweils eingestellte Sendeleistung mit im Speicher abgelegt. Es sind 200 Speicherplätze verfügbar.
Ausgeliefert wird es standardmäßig mit einem DTMF-Handmikrofon vom Typ MH-48, die WIRES-Relaiskoppeltechnologie wird unterstützt.
Das Bedienteil kann nicht vom Grundgerät abgesetzt werden. Eine spezielle Buchse für Packet-Radio ist nicht vorhanden, so dass nur 1k2-Betrieb beim Anschluss eines TNCs über Mikrofonbuchse und Lautsprecheranschluss möglich ist.
Cloning von Einstellungen funktioniert über eine zweiadrige Kabelverbindung der Mikrofonbuchsen zweier Geräte.

### FT-2900
Das FT-2900 ist das Nachfolgegerät des FT-2800 und unterscheidet sich von diesem durch die höhere Sendeleistung von 75 Watt.

### FT-8500
Das Yaesu FT-8500 war ein Duoband-FM-Mobilgerät mit einer Ausgangsleistung von 50 Watt im 2-m-Band und 35 Watt im 70-cm-Band aus der Mitte der 1990er Jahre. Grundgerät und Anzeigeeinheit konnten abgesetzt betrieben werden.
Die Bedienungsphilosophie unterscheidet sich von anderen Geräten: Mit Ausnahme eines Dreh- bzw. Druckknopfes (für Leistung bzw. Bandwahl) neben dem Display befanden sich keinerlei Bedienelemente an der Anzeigeeinheit und am Grundgerät.
Die Bedienelemente sind an Vorder- und Rückseite sowie der Längsseite des auch als „Smart Controller“ bezeichneten Handmikrofons angeordnet, wobei Lautstärke und Rauschsperre mit jeweils eigenen Drehreglern getrennt für jedes Band vorhanden waren. Angeschlossen wurde das Mikrofon über eine 8-polige Westernbuchse. Das Mikrofonsignal wurde auf einem eigenen Adernpaar getrennt von der seriellen Kommunikation zwischen Mikrofon und Grundgerät übertragen. Aufgrund der speziellen Auslegung der Bedienung dürfte das Mikrofon inkompatibel zu anderen Yaesu-Geräten sein, das Funkgerät dürfte mangels Bedienungselementen am Gerät selbst ohne das Originalmikrofon nicht verwendbar sein.
An der Rückseite des Grundgerätes befanden sich eine 6-polige Mini-DIN-Buchse zum Anschluss eines TNC oder zur Programmierung des Gerätes über einen PC, sowie zwei 3,5-mm-Monoklinkenbuchsen zum Anschluss getrennter Lautsprecher für UHF und VHF. Der Antennenanschluss befand sich nicht direkt am Gerät, sondern war – wie der Stromversorgungsanschluss – mit einem kurzen Kabelschwanz herausgeführt.

### FT-8800 bzw. FT-8900
Beide FM-Mobilgeräte haben ein abnehmbares Bedienteil, so dass das Funkgerät vom Bedienteil abgesetzt montiert werden kann. Als Mikrofonanschluss dient eine 6-polige Westernbuchse am Bedienteil.
Am Grundgerät befindet sich eine 6-polige Mini-DIN-Buchse zum Anschluss eines 1k2- oder 9k6-TNCs (bzw. Programmierung über PC und Cloning von Einstellungen zwischen zwei Geräten über eine zweiadrige Kabelverbindung mit TTL-Pegeln), eine 3,5-mm-Klinkenbuchse für einen externen Lautsprecher sowie eine Antennenbuchse vom Typ N. Es handelt sich um vollwertige Duoband-Geräte, wobei das FT-8800 auf dem 2-m- (50 Watt) und dem 70-cm-Band (35 W), das FT-8900 zusätzlich auf 6-m- und 10-m-Band arbeitet.
Der FT-8800 wurde standardmäßig mit einem DTMF-Mikrofon vom Typ MH-48 ausgeliefert, während beim FT-8900 das nicht-DTMF-fähige Mikrofon MH-42 im Lieferumfang enthalten war. Die Pinbelegung beider Mikrofone unterscheidet sich, jedoch besteht die Möglichkeit, die Belegung der Mikrofonbuchse im Setup-Menü angepasst an den angeschlossenen Mikrofontyp zu wählen.

### FTM-10E bzw. FTM-10SE
Es handelt sich hierbei jeweils um rein passiv gekühlte (lüfterlose) Zweiband-Mobilgeräte. Beim FTM-10E beträgt die maximale Ausgangsleistung 50 Watt im 2-m- und 40 Watt im 70-cm-Band, beim FTM-10SE 10 Watt bzw. 7 Watt. Beim FTM-10SE sind Grundgerät und Bedienteil, beim FTM-10 nur das Bedienteil staubgeschützt und wasserdicht gemäß IP 57. Yaesu bietet für diese Geräte nicht nur die üblichen Halterungen zur Montage im Kfz, sondern auch spezielle Motorradhalterungen an.
Das Bedienteil ist jeweils vom Grundgerät abnehmbar. Ein Handmikrofon befindet sich nicht im Lieferumfang, jedoch sind ein Mikrofon und PTT-Taste in das Bedienteil eingebaut, so dass dieses auch die Funktion des Handmikrofons erfüllt.
An der Rückseite der Grundgeräte befinden sich neben einer PL-Buchse für den Antennenanschluss und dem Kabelschwanz für die Stromversorgung auch Anschlüsse für einen externen Stereolautsprecher, ein Handmikrofon sowie ein Stereo-Line-In-Eingang zum Anschluss externer Tonquellen. Am Bedienteil kann ein weiterer Anschluss für ein externes Mikrofon nachgerüstet werden. Ein vollwertiger UKW-Rundfunkempfänger (allerdings ohne RDS-Funktionalität) ist ebenfalls integriert.
Ähnlich wie beim VX-8 kann auch eine Bluetooth-Einheit eingebaut werden. Des Weiteren verfügen beide Geräte über eine Funktion zur automatische Anpassung der Ausgangslautstärke an den Geräuschpegel in der Umgebung.
Übertragen von Speicherinhalten (Cloning) ist auch ohne Kabelverbindung über Funk möglich.

### FTM-350
Ähnlich wie beim Handfunkgerät VX-8 verfügt dieses Mobilgerät mit einer Ausgangsleistung von jeweils 50 Watt auf 2 m und 70 cm über diverse APRS-Funktionen, allerdings ist für den GPS-Empfang ein spezieller Empfänger von Yaesu nötig.
Zusätzlich zum Lautsprecher im Grundgerät sind zwei Lautsprecher in das abnehmbare Bedienteil mit relativ großem Display eingebaut, so dass UKW-Rundfunkempfang in Stereo möglich ist. Standardmäßig wird es mit einem DTMF-Mikrofon ausgeliefert, eine Bluetooth-Einheit ist nachrüstbar. Genau wie beim VX-8 ist der interne TNC nicht von außen ansprechbar, sondern kann nur für APRS genutzt werden, jedoch verfügt das Gerät über eine Mini-DIN-Buchse, an der externe TNCs für 1k2 und 9k6 Packet Radio angeschlossen werden können.

### FT1DE

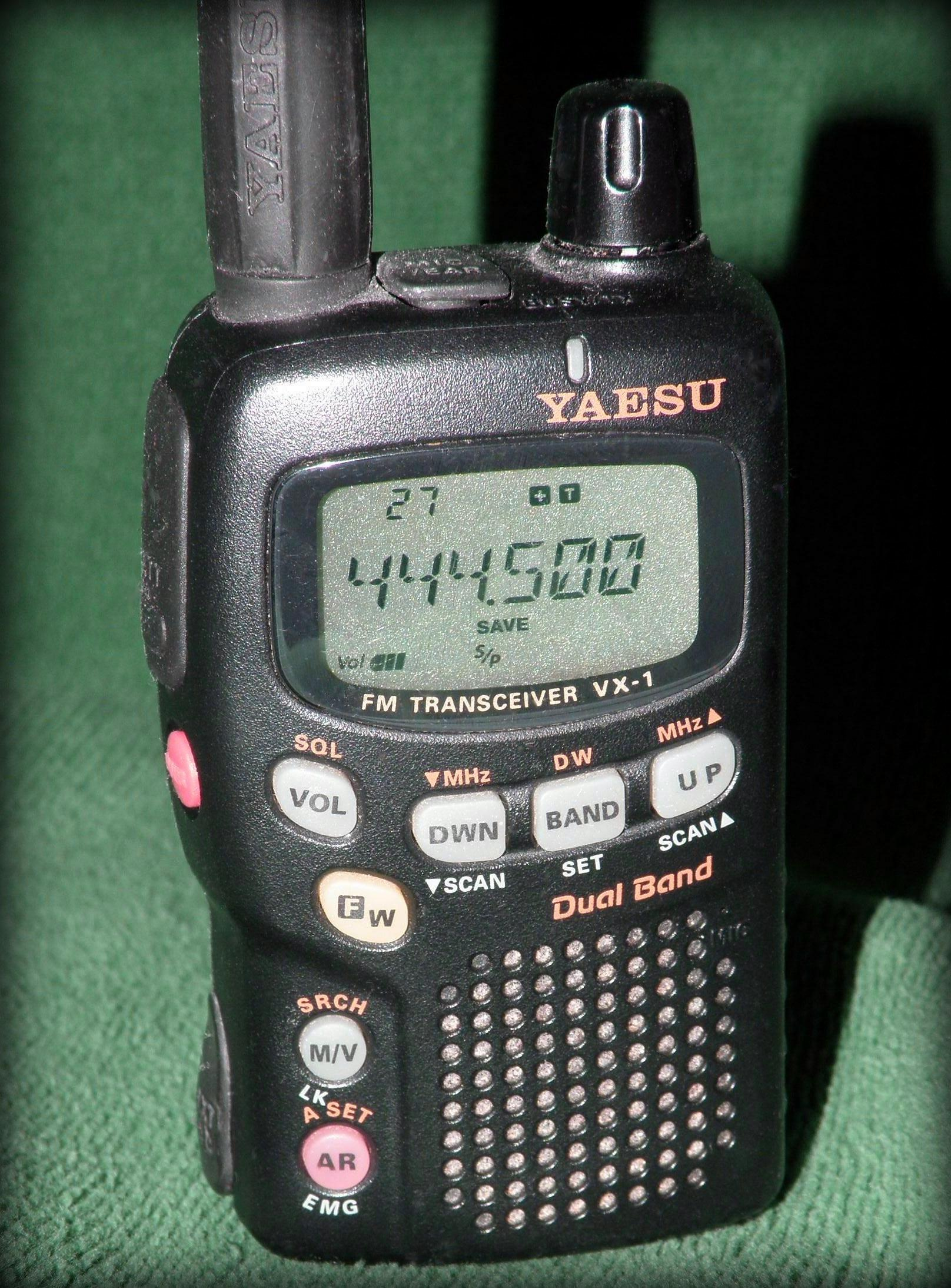
Yaesu VX-1R

Dieses Handfunkgerät für die Amateurfunkbänder 2 m und 70 cm mit einer Ausgangsleistung von 5 Watt beherrscht neben dem analogen FM-Betrieb auch die digitale Modulationsart Continuous 4 level FM, kurz C4FM (F7W) mit einem proprietären Protokoll der Bezeichnung Yaesu-Fusion. Empfängsmäßig wird der Bereich von 0,5 MHz bis 999,7 MHz überstrichen. Ein GPS-Empfänger ist eingebaut, APRS ist mit 1200 und 9600 bit/s sende- und empfangsseitig implementiert. Ein Programmierkabel befindet sich im Lieferumfang, die Software kann beim Hersteller heruntergeladen werden. Bei Verwendung eines optionalen Handmikrofons mit eingebauter Kamera können die aufgenommenen Bilder auf einer SD-Karte gespeichert und das letzte aufgenommene Bild im Digitalmodus versendet werden; das Betrachten ist jedoch aufgrund fehlender Anzeige nicht möglich.

### VX-1R

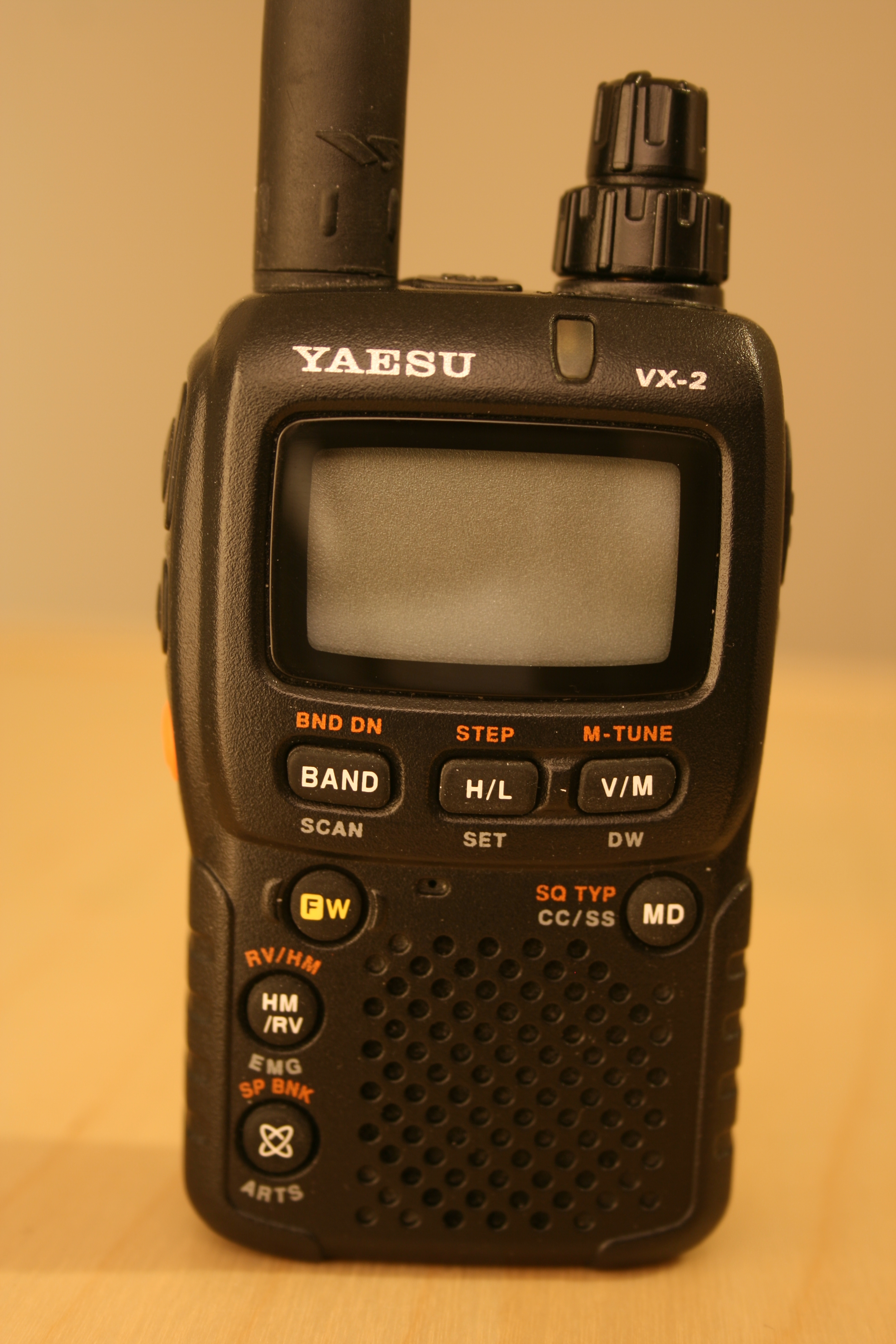
Yaesu VX-2R

Hierbei handelt es sich um ein sehr kleines Handfunkgerät mit einer maximalen Ausgangsleistung von 500 mW beim Betrieb über den Lithium-Ionen-Akku bzw. ein Watt bei externer 6-V-Stromversorgung. Aufgrund der geringen Größe verfügt es über keine DTMF-Tastatur. Die Antenne wird über eine SMA-Buchse angeschlossen.

### VX-2R

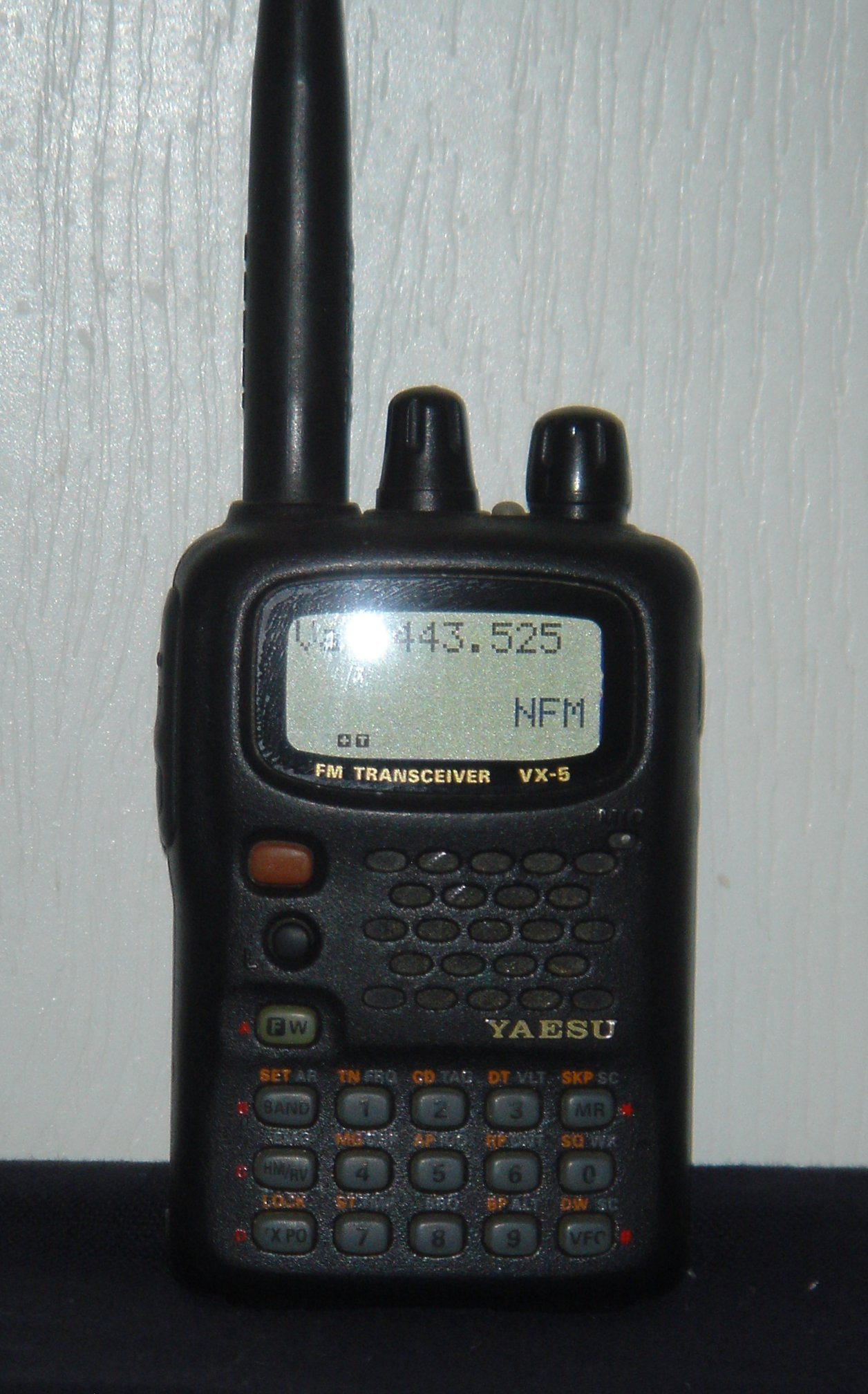
Yaesu VX-5R

Dieses 47 mm × 81 mm × 23 mm große und etwa 130 Gramm schwere Gerät hat bei Betrieb über Akku eine Ausgangsleistung von 1,5 Watt auf dem 2-m- und 1 Watt auf dem 70-cm-Band. Bei externer Spannungsversorgung mit maximal 7 Volt steigt diese auf 3 Watt beziehungsweise 2 Watt. Der Empfänger überstreicht den Bereich von 0,5 bis 999 MHz auch in den Betriebsarten AM und Wide-FM. Die Antenne wird über eine SMA-Buchse angeschlossen.

### VX-5R
Es handelt sich um ein Handsprechfunkgerät für die 6-m-, 2-m- und 70-cm-Amateurbänder. Dank des Druckguss-Gehäuses ist das Gerät äußerst robust, aber nicht komplett wasserdicht. Die Sendeleistung erreicht 5 Watt auf 6 m und 2 m sowie 4,5 Watt auf 70 cm. Ein Lithium-Ionen-Akku ist serienmäßig. Es verfügt über CTCSS-Coder und -Decoder und kann mit einer Messeinheit für den Luftdruck ausgestattet werden.

### FT-51R
Hierbei handelte es sich um ein Dualband-Handfunkgerät für die 2-m- und 70-cm-Amateurfunkbänder, das im Jahr 1995 eingeführt wurde. Simultaner Empfang im Sub- und Hauptband sowie Vollduplex-Betrieb waren möglich. Es war auch möglich, die Frequenzbelegung um eine Frequenz in der Art eines Spektrumanalysators anzeigen zu lassen. Der DTMF-Decoder besaß die besondere Fertigkeit, eingegangene Meldungen im Morsecode über den Lautsprecher auszugeben. Für Blinde gab es die Möglichkeit, Statusmeldungen akustisch auszugeben. Über das Display konnten bei Verzögerung bei Bedienungshandlungen Hilfetexte angezeigt werden.

### FT-10/FT-40/FT-50

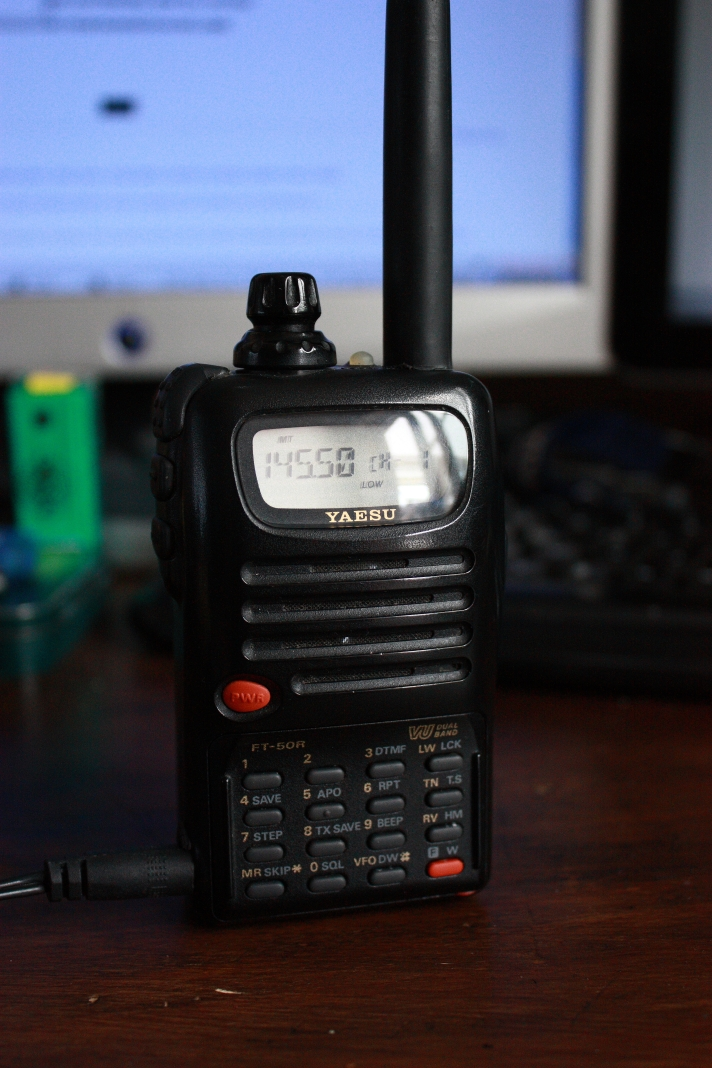
Yaesu FT-50R mit Standardtastatur

Dies ist eine Handfunksprechgeräte-Baureihe, die 1996 eingeführt wurde. Das FT-10 war die 2-m-, das FT-40 die 70-cm- und das FT-50 die Duoband-Variante. Erstmals war der Akkumulator nicht unten am Gerät, sondern auf der Geräterückseite montiert. Die Sendeleistung betrug maximal 5 Watt, die Geräte waren spritzwassergeschützt. Erstmals wurde von Yaesu zum Anschluss eines Lautsprechermikrofons nicht die klassische 2,5-mm- bzw. 3,5-mm-Klinkensteckerkombination, sondern ein einzelner 4-poliger Klinkenstecker verwendet. Die Antenne wurde über eine SMA-Buchse angeschlossen. Bei den Monoband-Versionen war die Zahlentastatur optional.
Von der Zahlentastatur gab es zwei Varianten: die Standardversion FTT-11 und die erweiterte Variante FTT-12. Die erweiterte Variante FTT-12 stellte einen Digitalrecorder, Decoder für CTCSS, DTMF paging und einen DTMF squelch zur Verfügung. Eine Nachrüstung der erweiterten Tastatur war möglich.

### FT-23R/FT-33R/FT-73R
Diese FM-Handsprechfunk-Geräteserie zeichnete sich durch ein charakteristisch gestaltetes Aluminium-Druckgussgehäuse aus, bei dem die PTT links an einer trapezförmigen Ausbuchtung angebracht war.
Die Ausgangsleistung lag im Bereich von 5 Watt. Bei der FT-23 handelte es sich um die 2-m-Variante, bei der FT-73 um die 70-cm-Variante, das Yaesu FT-33R arbeitete im 222-MHz-Band.
Auf der Oberseite befanden sich neben der BNC-Antennenbuchse die Anschlüsse für Mikrofon und Lautsprecher sowie Regler für Rauschsperre und Lautstärke und ein Taster für den Rufton bzw. Vorzugsfrequenz. (Bei den Betriebsfunk-Varianten wurde teilweise auf den Rauschsperrenregler verzichtet, das entsprechende Einstellpotentiometer war jedoch nach Abnehmen der Deckplatte zugänglich, der Hauptschalter war nicht mit dem Lautstärkeregler vereinigt, sondern als Druckschalter anstelle des Vorzugsfrequenztasters ausgeführt.) An der Vorderseite befanden sich ein Flüssigkristalldisplay und 8 Drucktasten.
Der Akkumulator (erhältlich in verschiedenen Spannungslagen und Kapazitäten) wurde unten am Gerät befestigt. Ein Anschluss für externe Spannungsversorgung war am Grundgerät nicht vorgesehen, jedoch gab es einen Mobil-Adapter bzw. -Lader, der zwischen Gerät und Akku eingeschoben wurde.
Es war möglich, eine DTMF-Tastatur nachzurüsten, das Tastenfeld lag dann vor dem Akkumulator.

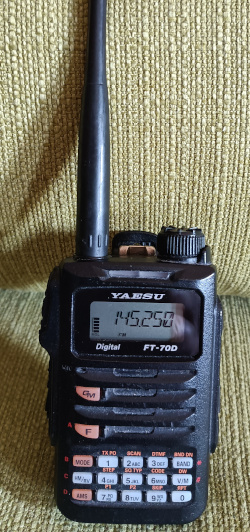
Yaesu FT-70DE

### FT-70
Dieses 2m/70cm-Dualband-Handfunkgerät mit einer max. Sendeleistung von 5 Watt wurde in Europa unter der Bezeichnung FT-70DE auf den Markt gebracht. Es ist mit einem kleinen LC-Display ausgestattet, ein Tastenfeld befindet sich auf der unteren Vorderseite des Geräts. Das Gerät kann mit FM oder C4FM betrieben werden. Darüber hinaus gibt es Empfangsmöglichkeiten in den Modulationsarten AM und FM für die Frequenzbereiche 108–580 MHz.
Der Anschluss für die Antenne erfolgt über eine SMA-Buchse. Seitlich am Gerät gibt es eine Anschlussmöglichkeit für ein abgesetztes Mikrofon.
Im Gegensatz zu anderen C4FM-fähigen Geräten des Herstellers wurde auf eine „Fx“-Taste verzichtet, die eine direkte Eingabe der Kennung eines WIRES-X-Nodes ermöglicht. In einer späteren Firmware-Version wurde diese Option der Vernetzung jedoch über eine Tastenkombination ermöglicht.